# Kvarstadsbåtarna

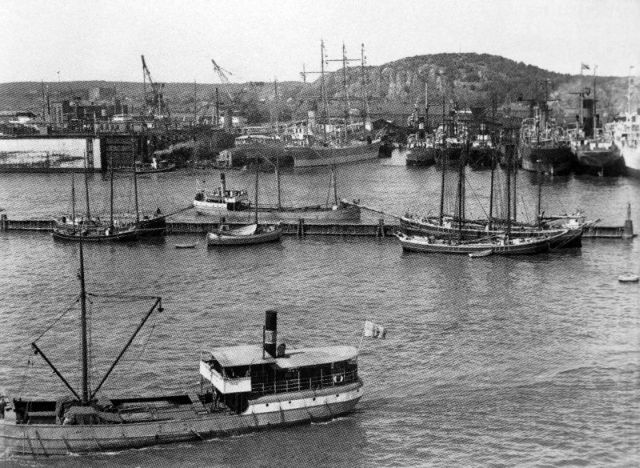
Norska kvarstadsbåtar ligger förtöjda längst in i Göteborgs frihamn i början av andra världskriget. Stävarna mot land för att försvåra "rymning".

Kvarstadsbåtarna är ett samlingsbegrepp för de norska handelsfartyg som låg i svenska hamnar vid det tyska angreppet på Norge den 9 april 1940 och som både den norska exilregeringen i London och den tyska ockupationsregeringen i Oslo gjorde anspråk på.
Dragkampen om fartygen mellan de krigförande parterna, Storbritannien och Tyskland, ledde till att båtarna belades med kvarstad och inte fick lämna svenskt vatten förrän juridiska oklarheter utretts i svensk domstol. De norska handelsfartygen påverkade också Sveriges önskan att vara neutralt under andra världskriget, framförallt i samband med kvarstadsbåtarnas två dramatiska försök att från Göteborg under brittisk ledning bryta igenom den tyska Skagerrakspärren till England kallade Operation Rubble och Operation Performance. Vid hemliga förhandlingar mellan svenska myndigheter och de krigförande parterna kopplades frågan om kvarstadsbåtarnas möjlighet att lämna svenskt vatten också till frågan om lejdtrafiken, det vill säga tillåtelse för vissa svenska handelsfartyg att passera de krigförandes minfält i Nordsjön och Skagerrak, med last från andra inte krigförande länder in till Göteborg. Eftersom kvarstadsbåtarna lastades med för de allierade viktiga varor från Sverige, framförallt kullager, inför sina försök att bryta den tyska blockaden så var det också av stor betydelse för tyskarna att hindra dem från att nå fram med sin last.

## Bakgrund
Då Tyskland invaderade Norge 9 april 1940 låg ett trettiotal norska handelsfartyg i svenska hamnar, och sex var under byggnad på svenska varv. Den norska regeringen i London rekvirerade under april och maj alla norska fartyg som befann sig utanför Norge och vars ägare befann sig i Norge, och ställde dessa under en norsk sjöfartsdirektion i London, (Nortraship). Detta gjordes dels för att inte tyskarna skulle få tillgång till fartygen, men också för att de skulle kunna sättas in i konvojtrafik för de allierades räkning. Sedan rekvisition genomförts skulle båtarna chartras av den engelska regeringen. Samtidigt hävdade de tyska ockupanterna i Oslo att fartygen hörde hemma i Norge och ville dirigera dem dit. För att förhindra rekvisitionen tvingades många norska fartygsägare till i Sverige instängda fartyg, av den tyska ockupationsmakten att utfärda fullmakter till svenska advokater för att kunna processa vid svenska domstolar om besittningsrätten till dessa. Cirka 25 norska redare som inte ville samarbeta med tyskarna, förhördes och fängslades. Tyskland ställde också krav på att Sverige skulle hindra fartygen från att löpa ut. En del norska befälhavare åtlydde rekvisitionsbeslutet, medan andra fartyg som var instängda i Sverige följde order av sina redare och gick till Norge eller till annat tyskockuperat område. Nio fartyg kom efter underhandlingar med den norska regeringen att rekvireras av den svenska regeringen, ett medgivande som den norska regeringen senare skulle återta. Kvar var då 15 fartyg som var förhindrade att löpa ut på grund av den tyska blockaden.

## Operation Rubble

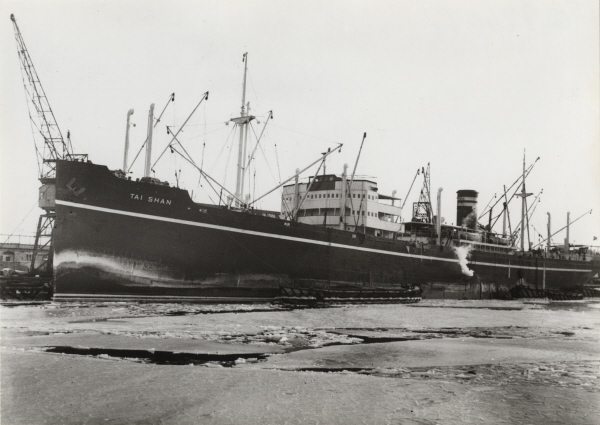
Lastfartyget Tai Shan startade sist från Brofjorden, och hade George Binney ombord under överfarten till Kirkwall.

Under december 1940 och början av januari 1941 utlöpte de fem fartygen i den engelska Operation Rubble: Elisabeth Bakke, John Bakke, Ranja, Tai Shan och Taurus  individuellt från Göteborgs hamn och samlades i Brofjorden nära Lysekil. Avsikten var att blanda sig med andra ankarliggande, på grund av kriget upplagda fartyg för att inte väcka uppmärksamhet, och avvakta ett tillfälle att därefter obemärkt segla till England. Operationen leddes av brittiske diplomaten, affärsmannen och före detta upptäcktsresanden George Binney. Han var biträdande handelsattaché vid brittiska legationen i Stockholm, men också knuten till den hemliga brittiska militära organisationen Special Operations Executive (SOE).

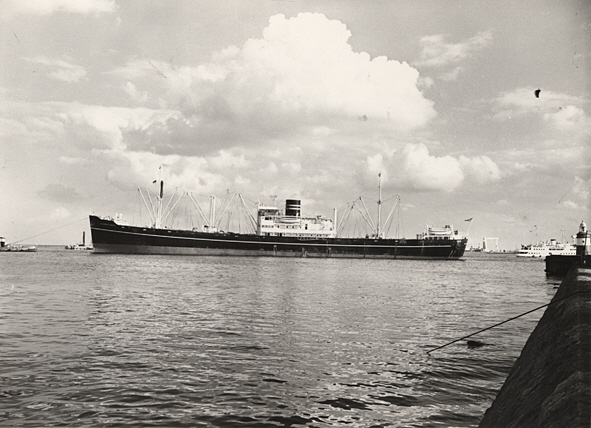
Lastfartyget Elisabeth Bakke var det snabbaste av fartygen i Operation Rubble. Under hela överfarten gjorde hon 19 knop.

 När det norska fartyget Elisabeth Bakke lämnade Göteborg i mitten av december åtföljdes hon av den svenska jagaren HMS Ehrenskiöld. Ombord på jagaren fanns två officerare med tyska sympatier som varskodde tyska konsulatet och personal från Abwehr. Eftersom svenska polisen hade teleavlyssning på några av de inblandade kunde uppgiftslämnarna snabbt gripas. Stämningen i svenska marinen var allmänt tyskvänlig, speciellt efter det engelska försöket att beslagta fyra svenska jagare i juni 1940, den så kallade Psilanderaffären.
Fyra av de utbrytande fartygen var på cirka 5 000 brt, samt tankern Ranja på cirka 12 000 brt. Fartygen kunde, med början på eftermiddagen den 23 januari, i skydd av dimma smyga nära den norska kusten i Norska rännan eftersom faran för förankrade minor var obefintlig där på grund av det stora djupet. I samband med att fartygen började sin genombrytning bröts teleförbindelserna under några timmar i Västsverige på initiativ från Binneys medhjälpare, den svenske sjökaptenen Ivar Blücker. De norska handelsfartygen kunde slutligen smita igenom den tyska Skagerackspärren och nå Kirkwall den 25 januari 1941. Lasten bestod av för engelsmännens krigsinsats mycket viktiga varor, maskiner, kvalitetsstål och kullager. Ranja blev upphunnen av tyska attackflygplan och fartygets svenske 1:e styrman, Nils Rydberg, träffades av en kulsprutesalva innan engelska jagare och flygplan slutligen hann fram till beskydd. Styrmannen dog 4 dagar senare i Kirkwall. De tyska slagkryssarna Scharnhorst och Gneisenau hade lämnat Kiel den 23 januari för att anfalla allierade konvojer i Nordatlanten och kom av en tillfällighet nära de norska fartygen, men utan att parterna kom inom synhåll för varandra.

### Reaktioner på Operation Rubble
George Binney mottog sympati- och glädjeyttringar på den lyckade operationen från Foreign Office, den brittiska industrivärlden och militära chefer.
| ”                                         | När vi såg järnvägsvagn efter järnvägsvagn rulla in med material som täckte våra behov för många månader framöver, kunde vi inte tro våra ögon. | „ |
| – Willy Siberg, direktör för SKF i Luton. | |   |

Ett annat budskap till Binney kom från brittiska marinstabens vice chef, amiral Thomas Phillips och löd: "Varför sänkte ni inte Scharnhorst och Gneisenau medan ni var i farten?" 
Tyskarna blev mycket förbittrade över de norska handelsfartygens lyckade genombrytning, och då denna skedde mitt under pågående handelsförhandlingar mellan Sverige och Tyskland om att tillåta svensk sjöhandel västerut, den så kallade lejdtrafiken, hotades ett tag denna uppgörelse. Den tyske utrikesministern von Ribbentrop hotade med att ett upprepande med norska utbrytande fartyg skulle mötas med att tyska flottan skulle gå in i Göteborgs hamn och ta återstående fartyg med våld.
Ett resultat av Operation Rubble blev också att tyskarna fick igenom ett svenskt löfte om att alla norska fartyg som fanns kvar i Sverige skulle dras samman till Göteborg, underförstått för att bevakningen av dem skulle underlättas.
Befäl från skeppen som lyckades att ta sig till Storbritannien blev i december 1941 bland de första mottagarna av den nyinstiftade norska orden Krigskorset. De som blev hedrade av de norska myndigheterna i exil i London var befälhavaren Carl I. Jensen på M/S Taurus, befälhavaren Einar F. Isaachsen och maskinchefen Reidar O. Paulsen på M/S Tai Shan samt maskinchefen Hans Gustav Hansen på M/S John Bakke. Styrman Rydberg på Ranja tilldelades postumt Member of the Order of the British Empire (MBE).
Sjökapten Blücker kunde inte belönas officiellt, utan fick kung George VI:s egna manschettknappar i guld med namnchiffer, som belöning för sitt initiativ att bryta teleförbindelserna i Västsverige under en kritisk tidsperiod.

### Domstolsförhandlingarna
Sommaren 1941 skrevs kontrakt mellan norska Nortraship och den brittiska regeringen. Engelsmännen skulle få hyra ett tiotal av de norska fartyg som låg i Göteborg. I avtalet skrevs att engelska kaptener skulle ha huvudansvaret ombord med norska kaptener som Nortraships representanter. Tyska myndigheter skärpte kraven mot UD i Stockholm att utlämna fartygen till sina redare i det tyskockuperade Norge, då de genom spioner i Göteborg tyckte sig ha bevis för att båtarna skulle avgå.
På sensommaren försökte samlingsregeringen Per-Albin Hansson att klara sig undan ett diplomatiskt beslut genom att de återstående norska fartygen belades med kvarstad, och frågorna om äganderätt, dispositionsrätt och besittningsrätt gjordes till rättssak i svensk domstol. Enligt regeringen kunde endast domstol eller överexekutor, efter prövning, ge myndigheterna rätt att stoppa fartygen. Rent juridiskt gällde målen om en svensk domstol, genom överexekutor, kunde handlägga mål mot engelska eller norska staten. Av intresse var också att pröva om de av de norska redarna utfärdade fullmakterna kunde godkännas med hänsyn till omständigheterna vid deras tillkomst. Parterna var formellt Nortraship å ena sidan och berörda norska redare å andra sidan, i praktiken de krigförande Storbritannien och Tyskland. Förhandlingarna blev under ett halvår en följetong i pressen, och i amerikansk och brittisk press kom de i några tidningar att kallas the Kvarstad Comedy. Processen fördes genom det svenska rättssystemet ända upp till Högsta domstolen.

#### Lex Cervin
Den 19 september 1941 kom första ansökan om kvarstad in till överexekutor, och gällde fartyget Rigmor. Ansökan handlades av tillförordnade rådmannen Sten Linquist, medan övriga kvarstadsansökningar handlades av den orädde överexekutorn och rådmannen Andreas Cervin. Den 25 oktober 1941 inkom till överexekutor en begäran om interimistisk kvarstad för ytterligare nio norska fartyg. Cervin biföll inte begäran, utan förordade att ansökan också skulle delges de brittiska och norska regeringarna, eftersom deras rätt till fartyget kunde beröras av ansökningen. Ett avslag på begäran om interimistisk kvarstad kunde vid denna tidpunkt inte överklagas. Ett antal liknande beslut tidigare under hösten hade gjort att regeringen agerade snabbt med förslag till lagändring vilket skulle innebära att ett avslag kunde överklagas till högre instans. Den 24 oktober hade förslaget behandlats i såväl statsrådsberedningen som lagrådet, och lagrådet lämnade samma dag förslaget utan erinran. Efter behandling i lagutskottet togs propositionen upp i riksdagen den 29 oktober och antogs utan debatt. Den 30 oktober blev lagen, som kom att kallas Lex Cervin, tryckt. På rekordtiden sex dagar var alltså den nya lagen klar och den 31 oktober distribuerades den till myndigheterna.
Ifrån den allierade sidan protesterade den brittiska regeringen, och framhöll att lagändringen var i strid med den svenska regeringens linje om att inte ingripa i rättegången. I efterhand är det tydligt att den svenska regeringen inte höll sig neutral i frågan om kvarstadsbåtarna, utan stödde den tyska sidan i rättstvisten.
Efter att Andreas Cervin på kort tid och vid upprepade tillfällen hade omprövat begäran om interimistisk kvarstad på ett antal norska fartyg och i samtliga fall vägrat att bifalla ansökningarna, biföll Göta hovrätt dessa. Hovrättens beslut skulle gälla tills överexekutor meddelade slutgiltigt beslut.
Vid denna tid kallades Cervin in till sin chef, tillförordnade borgmästaren Gustaf Bergqvist, vilken meddelade att statsrådet Rosander sagt till honom att överexekutor borde ytterst noggrant granska och pröva frågan om de norska båtarna. Det vore av högsta vikt att ett klokt avgörande träffades i detta, för hela landet viktiga ärende. Skedde inte detta så skulle tyskarna kunna äventyra landets försörjningsmöjligheter och möjligen även på andra sätt göra sig påminda.
Den 6 november avslog överexekutor Cervin, trots påstötningarna från regeringen via borgmästaren, de norska redarnas ansökan om kvarstad och upphävde därmed automatiskt Hovrättens beslut. Enligt Cervin hade Kungliga Norska Regeringen den 18 maj 1940 lagligt rekvirerat alla norska fartyg utanför Norges gränser och ägaren eller dennes befullmäktigade ägde rätt att fritt disponera över dem. Den 7 november beviljade Hovrätten åter interimistisk kvarstad på båtarna, och den 15 december kom slutgiltigt utslag från Hovrätten med samma innehåll. De brittiska och norska regeringarna och de av engelsmännen förordnade befälhavarna på båtarna överklagade till Högsta domstolen. Högsta domstolen dömde i målet den 17 mars 1942 och fann, att den brittiska regeringen hade besittning över fartygen och att kvarstad med hänsyn till det och till den främmande statens immunitet inte kunde komma ifråga. Kvarstaden hävdes och de norska fartygen var därmed slutligen fria att avsegla.

## Operation Performance

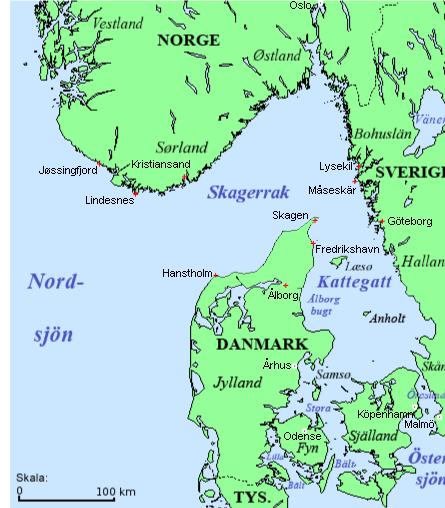
Karta över Skagerrak och Kattegatt.

### Uppladdning
I augusti 1941 greps en svensk affärsman av svensk militär efter en kort jakt som slutade i kallbadhuset på Styrsö-Bratten. Han hade tilldragit sig medpassagerarnas uppmärksamhet, då han fört anteckningar om de fartyg som passerades i Göteborgs hamn under båtfärden ut till skärgården. Vid efterföljande förhör angavs en tysk medborgare på besök i Göteborg, Wilhelm Sick, som kontaktman. Wilhelm Sick visade sig senare vara chef för den avdelning hos Gestapo i Kiel, som ansvarade för Sverigefrågor.

#### Tyska förberedelser
För att hålla båtarna i Göteborgs hamn under uppsikt hyrde två svenska Abwehr-agenter, Eichborn och Ewertz, en lägenhet på nionde våningen på Ingenjörsgatan 1, i januari 1942. I gruppen ingick också tulltjänstemannen Rutger Svanberg. Alla tre var, eller hade varit aktiva i det svenska nazistpartiet Svensk socialistisk samling (SSS), även kallat Lindholmspartiet.
Abwehrs viktigaste agent i Norden, dubbelagenten Otto Robsahm, 
var också aktiv i samband med kvarstadsbåtarna. Han var svåger till den norska konsuln och Nortraships representant i Göteborg, Fred Fuglesang, samt hade både den engelske vicekonsuln David Somervilles, och Binneys fulla förtroende. Somerville var dessutom chef för brittiska underrättelsetjänsten SIS i Göteborg. De uppgifter som Robsahm fick i öppenhjärtiga samtal med de norska och engelska diplomaterna i samband med planeringen av kvarstadsbåtarnas utbrytning, överlämnades till Abwehr.
Den 24 mars fick tyska marinledningen, Oberkommando der Kriegsmarine (OKM) i Berlin, ett förslag på en hemlig plan att med en ubåt ta sig till Vinga, och därifrån med specialförband i gummibåtar gå in i Göteborgs hamn, fästa magnetminor på de norska fartygsskroven och spränga dem vid kaj, alternativt under gång mot England. Förslaget förkastades av marinledningen efter diskussion som alltför riskfyllt.
Ett tyskt beväpnat kolfartyg, Ingrid Traber, tilläts först att förtöja i Göteborgs hamn nära Skytteren och B.P Newton. Då upplysningar kom fram om att fartyget tänkte följa efter kvarstadsbåtarna fick Ingrid Traber order att flytta till annan kajplats, med officiella tyska protester som följd.
Tyska krigsfartyg och flygplan påbörjade en omfattande patrullering utanför den Svenska tremilsgränsen och bevakningskedjan i Kattegatt hade byggts ut kraftigt efter Operation Rubble. Då spaningen mot hamnen tydde på avgång sattes Luftwaffe i Norge och Danmark i högsta beredskap. Detsamma gjorde tyska 16:e Vorpostenflotillie i Fredrikshavn, som mest bestod av ombyggda och beväpnade trålare som skulle kunna slå till redan inne på svenskt vatten med sina kanoner.
I nästa blockadlinje fanns fyra patrullfartyg som utgick ifrån Hanstholm och Kristiansand. Dessutom kunde tre tyska S-båtar (Schnellboote) från 3:e flottiljen, och tre ubåtar från 6:e flottiljen vid behov gå ut från Stavanger. Slutligen låg ytterligare tre ubåtar i position utanför Norges sydvästkust, väster om Skagerrak.

#### Svenska förberedelser

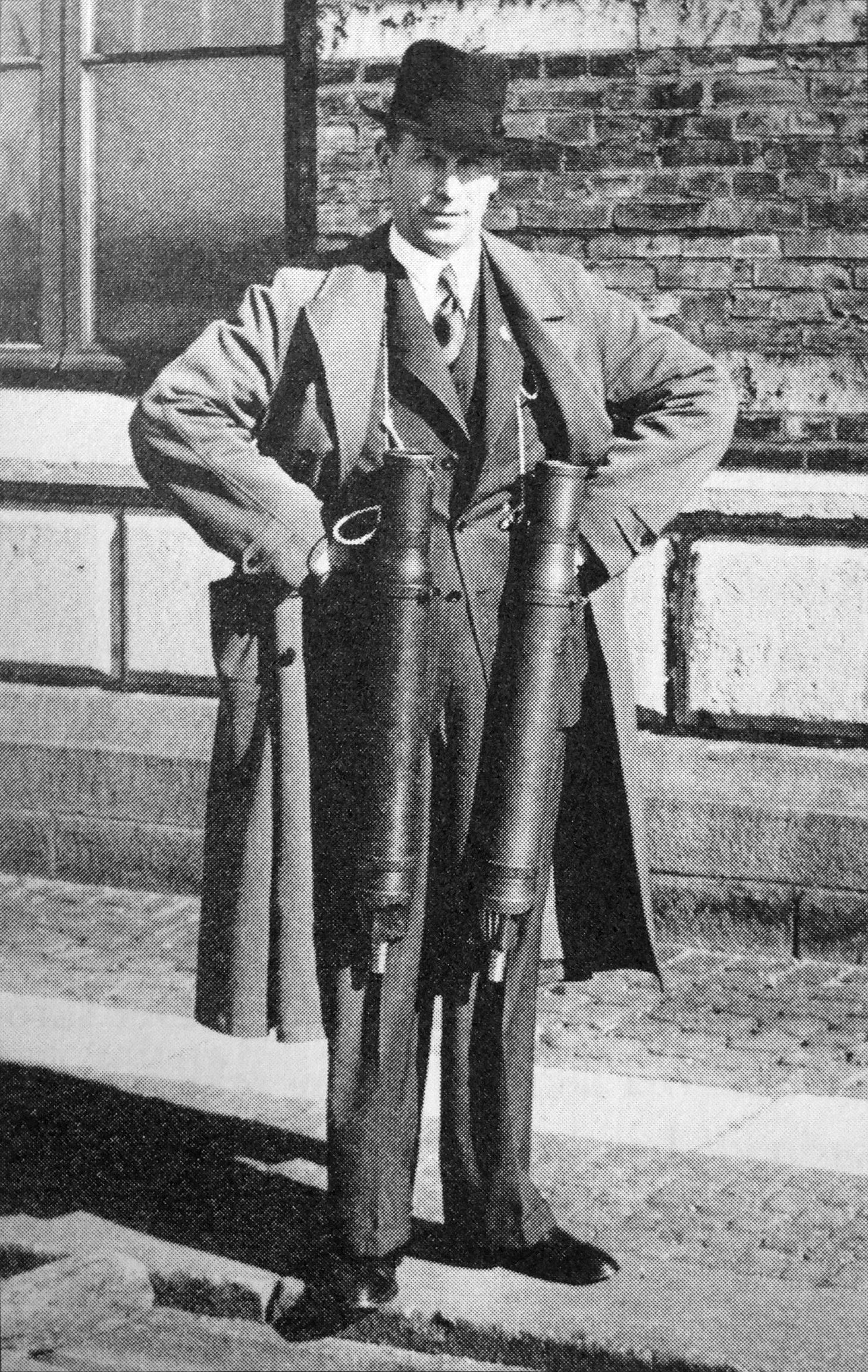
"Två stycken eldrör kunna samtidigt bäras under överrocken". Bild från Justitiekanslerns (JK) utredning, om hur vapensmugglingen till kvarstadsbåtarna förmodades ha gått till.

Från svensk sida fanns Göteborgseskadern med pansarskeppet HMS Manligheten som flaggskepp, 6:e ubåtsdivisionen med HMS Ulven, HMS Gripen och HMS Draken och 3:e ubåtsdivisionen samt kryssaren HMS Fylgia.
För att förhindra en utbrytning innan domstolsutslaget gav chefen för Marinen, amiral Fabian Tamm, en hemlig order den 28 september 1941. Denna innebar att de norska fartygen skulle hejdas av svensk militär om de, på väg ut ur hamnen, inte hade drejat bi senast i höjd med flottbasen Nya Varvet. Hamnmyndigheterna i Göteborg bestämde att kvarstadsbåtarna måste ligga förtöjda med stävarna mot land. Detta för att försvåra en "rymning", eftersom det skulle bli svårt att manövrera i den trånga hamnen utan bogserhjälp.
Svenska marinen hade enligt order den 21 mars från chefen för Marinen, i sin tur enligt direktiv från försvarsminister Per Edvin Sköld, att se till att kvarstadsbåtarna gick direkt ut till havs, inte ankrade upp på svenskt vatten och inte återvände in på svenskt vatten efter att ha lämnat det. Brott mot instruktionerna skulle innebära att fartygen skulle tvingas tillbaka till Göteborg – om nödvändigt med våld.
Jaktflyg från F 9 Säve och luftvärn var också i högsta beredskap mot kränkande tyska bombplan.

#### Engelska och norska förberedelser
I slutet av januari 1942 hade Churchill och hans krigskabinett gett Sir George Binney, som adlats efter den lyckade operation Rubble, tillstånd att förbereda avsegling. För att i hemlighet kunna beväpna handelsfartygen ordnade Binney med smuggling av gamla Lewiskulsprutor från första världskriget via engelska konsulatet på Avenyn 1, samt Bachelors Club på Avenyn 8 i Göteborg. Kulsprutorna kom från vapenlager i Sverige som upprättats då England skickat vapen som var tänkta att delas ut till brittiska frivilliga under finska vinterkriget, men eftersom kriget tog slut innan de kunde delas ut, hade vapnen blivit kvar i Sverige. Vapendelar, ammunition och sprängämnen smugglades under ledning av Binneys närmaste man Brian Reynolds, i resväskor ner i källaren på konsulatet och via diplomatpostsäckar fraktades de sedan i skåpbil till fartygen. På så sätt kringgick man både svenska tullen och tyska spioner. Totalt fördes 20 kulsprutegevär och 20 000 patroner ombord. En kurir var nära att ge upp, då han med sin tunga resväska var tvungen att pusta ut var tionde meter på vägen mellan Centralstationen och Avenyn. Vid ett annat tillfälle gömdes en resväska, som skulle levereras till Avenyn 8, på grund av mörkläggningen i stället in i buskarna på granntomten. Ytterligare en smugglingsvariant, var att använda stora överrockar under vilka vapendelar smugglades ombord i remmar runt nacken. Plåtrör som laddades med fyrverkeripjäser fanns också på kvarstadsbåtarna, avsedda att användas som kanonattrapper.
På militäravdelningen vid norska legationen i Stockholm hade man upprättat listor över lämpliga personer som också kunde tjänstgöra då de nått England. Det gällde framförallt flygare men också armé- och marinpersonal. Listorna användes vid uttagning av "extramanskapet", vilket var en annan term för passagerare. Där fanns också ett antal kvinnor.
Fartygen var slutligen fullastade med för engelsk krigsindustri viktiga varor, maskindelar och kullager och 471 personer hade valts ut som manskap och extramanskap. De flesta var norrmän, men där fanns också britter, överlevande från de jagare som tidigare sänkts av tyskarna i striderna runt Narvik.
Kvarstadsfartygen hade juridiskt tillåtelse att lämna kaj, men vädret fortsatte att var kallt och klart. För att ge fartygen möjlighet att snabbt komma till sjöss, förtöjdes de parvis vid de yttersta bryggorna och bojarna i Göta älvs mynning. Tulltjänstemän gjorde utvisitation av fartygen i samband med utklarering den 25 mars, utan att hitta någonting anmärkningsvärt. Tulltjänsteman Svanberg rapporterade via Eichborn till Abwehr i Stockholm att fartygen nu var klara för avgång. Väderprognosen den 30 mars 1942 utlovade mildare väder med dimma och snöfall över Skagerrak. Binney och fartygskaptenerna beslöt då att ge sig av. Tullen gjorde återigen utvisitation på eftermiddagen 30 mars, fortfarande utan att hitta något anmärkningsvärt.

### Genombrytningen
| ” | So let us Merchant Seamen - 400 strong - shape a westerly course in good heart counting it an excellent privilege that we have been chosen by Providence to man these ships in the immortal cause of Freedom. God speed our ships upon this venture. Long live King George...................Long live King Haakon. | „ |
| – Ur dagorder till kvarstadsbåtarnas besättningar och extramanskap från George Binney, ombord M/S Dicto i Göteborg den 31 mars 1942. | |   |

Man kastade loss på kvällen den 31 mars. På grund av tjock is dröjde det flera timmar, till strax efter klockan 23, innan alla fartyg stävade ut mot havet i den månljusa natten. De hade eskort av svenska örlogsfartyg ur Göteborgseskadern med tända lanternor, vilket varskodde tyskarna om att något var i görningen. På varje norsk båt fanns i början av resan också en svensk lots och en svensk kontrollofficer. Samtidigt befann sig en kedja av 14 tyska bevakningsfartyg väntande vid svenska territorialgränsen.
| ”                                                          | Strax innan de löpte ut från Göteborg fick vi meddelande om utbrytningen, men vi hade legat en längre tid och avvaktat. Våra order gick ut på att fartygen inte skulle sänkas utan tas i beslag, och föras till närmaste tyskkontrollerade hamn, i detta fall Fredrikshavn. | „ |
| – Hans Georg von Blomberg, befälhavare på Förpostbåt 1613. | |   |

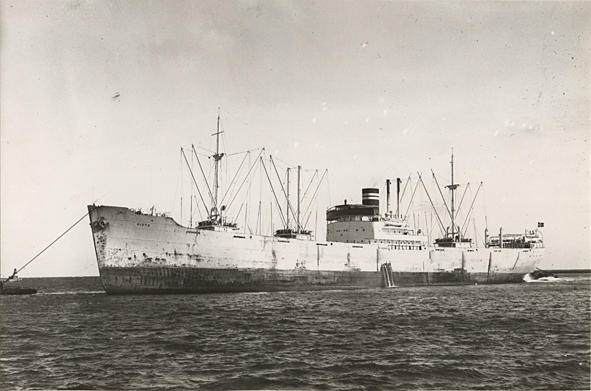
Norska lastfartyget M/S Dicto var orsak till många problem för svenska myndigheter under andra världskriget.

 Fartygen i den utbrytande konvojen hette S/S Charente, M/T Buccaneer, M/S Lionel, M/T Storsten, M/S Dicto, S/S Gudvang, M/T Rigmor, S/S Skytteren, M/T Lind och M/T B. P. Newton. Då konvojen passerat Vinga utan den utlovade dimman vek den av norrut. Efterhand började barometern sjunka och de tunna fjädermolnen avlöstes av låga skiktmoln. Det utlovade ovädret var på väg. I höjd med Marstrand seglade Dicto, som hade George Binney och en meteorolog ombord, in i ett drivisbälte och måste gå längre ut till havs nära territorialgränsen. Vid tvåtiden på natten smög sig Förpostbåt 1613, en bestyckad tysk trålare, med släckta lanternor upp bakom Dicto, tände strålkastare och sköt varningsskott med sin kanon. Dicto girade åter in mot svenska kusten och den skyddande isen. Fartyget måste pressa sig fram vilket resulterade i skador på skrovet, men det tyska fartyget följde inte efter. Det norska lastfartyget ankrade norr om Hållö fyr i väntan på nästa väderprognos klockan åtta på morgonen.  I ett snöoväder mellan klockan fem och sex försökte Rigmor och Lind i höjd med Måseskär med Storsten, Lionel och Buccaneer längre söderut att ta sig ut. Bara 6 nm utanför territorialgränsen dök en tysk bestyckad trålare upp och beordrade de båda sistnämnda att stanna. De försökte då tillsammans med Rigmor och Lind att återvända till svenskt vatten. Storsten fortsatte västerut vilket också B. P. Newton gjorde sedan fartyget vid 7-tiden beordrats av en svensk patrullbåt att lämna svenskt territorialvatten.

#### Buccaneer
Tankfartyget på 6 000 brt som trålaren riktat in sig på besköts och fick flera träffar. Då den engelske kaptenen förstod att man inte kunde komma undan, beslöt han att stoppa maskin och spränga fartyget. Den tyska trålaren besköt däcket med kulspruta för att hindra besättningen från att lämna, men efter att sprängladdningar detonerat och fartyget börjat sjunka upphörde eldgivningen. Trålaren plockade upp överlevande och fortsatte till Fredrikshavn. Ungefärlig position för Buccaneers förlisning var 6–7 nm utanför Käringön. 58°05′N 11°05′Ö / 58.083°N 11.083°Ö

#### Skytteren

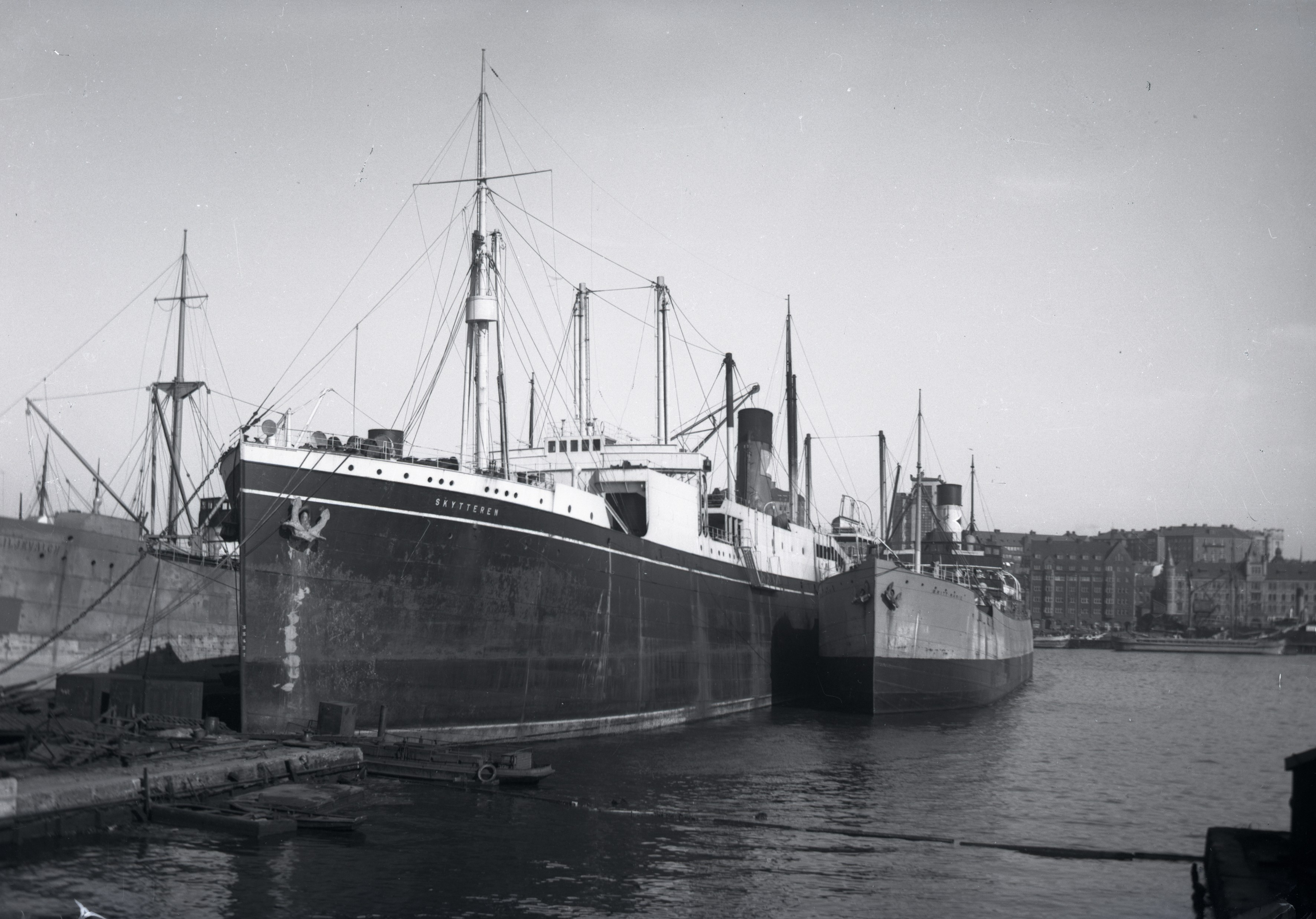
Det 172 meter långa flytande valkokeriet Skytteren förtöjd i Göteborgs hamn i början av andra världskriget.

Valkokeriet på 12 000 brt var cirka tre nm väst Måseskär klockan 06:30, då Rigmor och Lind återvände in mot svenskt territorialvatten jagade av en tysk trålare. Handelsfartygen passerade och varnade Skytteren som hade stora problem både med maskin och styrningen, eventuellt på grund av sabotage. Den tyska båten sköt en granat strax under bryggan och beordrade det norska fartyget att stanna. Skytteren försökte ramma angriparen, men fick själv ytterligare granatträffar. Man beslöt då att spränga fartyget. Sprängladdningarna ombord detonerade snabbt och det väldiga skrovet tycktes lyfta sig ur vattnet innan det tungt föll över på babordssidan. Efter att ha sjösatt tre livbåtar som roddes in mot isbältet på svenska kusten sjösatte man ytterligare en livbåt som rodde norrut. Detta för att möjliggöra för de andra att undkomma, där många var flyktingar eftersökta av Gestapo. Efter att ha tvingat den norrut roende livbåten att bli bogserad satte trålaren högsta fart mot de andra, varav två efter två timmars rodd nått iskanten och försökte hitta en öppning i isen. Trots att alla inblandade befann sig på svenskt territorialvatten tvingades de båda livbåtarna under vapenhot att bli bogserade mot en uppsamlingsplats nära territorialgränsen. Överlevande har senare vittnat om att man var så nära att man kunde höra en hund skälla i land. Löjtnant Knut Gaasland, extramanskap på Skytteren, vittnade om att man kunde räkna fönstren i husen på Måseskär, den närmaste ön. Fyrvaktaren på Måseskärs fyr såg det stora fartyget få slagsida. På order av sin chef i Göteborg fick han inte vidta några åtgärder, utan bara ta hand om skeppsbrutna som tog sig i land. Då trålaren som bogserade en av livbåtarna närmade sig Skytteren österifrån syntes en rökplym vid horisonten norrut. Männen i livbåtarna tvingades då under kulsprutehot ombord på trålaren. När det norrifrån kommande fartyget kommit närmare visade det sig vara den svenska hamnisbrytaren Göta Lejon.

#### Isbrytaren Göta Lejon anländer

Autogiron SE-AEA med Rolf von Bahr som pilot har landat bredvid den neutralitetsmålade Isbrytaren Göta Lejon under en av krigsvintrarna.

Den svenska hamnisbrytaren Göta Lejon, som också hade rollen som bevakningsfartyg, hade gått ut från Smögen på morgonen för att hjälpa lokala fiskebåtar genom isen. I höjd med Måseskär fick man se ett brinnande fartyg, och kände igen silhuetten av Skytteren. Då Göta Lejon gick närmare upptäcktes tyska beväpnade trålare runt omkring det brinnande fartyget. Tyskarna verkade ha kommit österifrån – från Sverige, och låg enligt Göta Lejons befälhavare fortfarande på svenskt territorialvatten. Göta Lejon gick då in mellan tyskarna och bad dem avlägsna sig från svenskt vatten. Under tiden kom ur dimman österifrån en tysk trålare med en stor livbåt på släp, uppenbart från Skytteren. Göta Lejon signalerade med signallampa på tyska om att trålaren skulle överlämna livbåten och lämna svenskt vatten. Beskedet gavs även via högtalare på tyska. Förutom att de tyska fartygen riktade sina kanoner mot Göta Lejon, märktes ingen reaktion. Avståndet bedömdes av Göta Lejons befälhavare vara cirka 20–30 meter till det närmaste tyska fartyget, vilket stävade bort västerut med livbåten på släp. Trots att flera i besättningen på Göta Lejon ville ingripa, tog befälhavaren beslutet att inte göra det, för att inte äventyra fartyget med sin 50 mans besättning mot de skjutklara tyskarna. Den senare officiella svenska inställningen till händelsen, efter en anmälan om gränskränkning av Göta Lejons befälhavare, var att Skytteren befann sig utanför svenskt vatten, medan Göta Lejon var innanför. Enligt kabinettssekreterare Boheman förekom inga neutralitetskränkningar under utlöpandet av de norska fartygen överhuvudtaget. Skytteren drev brinnande norrut längs kusten och sjönk vid lunchtid 1 april, cirka sju nm utanför Käringön. 58°09′N 11°04′Ö / 58.150°N 11.067°Ö

#### Dicto

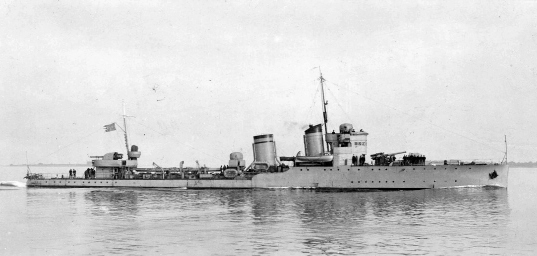
Svenska jagaren år 1940.

Då väderprognosen kom vid 8-tiden på morgonen, var den mycket nedslående då vädret skulle klarna under dagen och dimman skulle inte räcka för en överfart. George Binney valde att bryta radiotystnaden och sända en varning till de övriga kl 08:11, men då antennen inte var rätt monterad hördes inte meddelandet. Lots togs ombord på 5 200 brt lastfartyget Dicto vid Hållö för återfärd, och fartyget var tillbaka i Göteborg vid midnatt natten mot 2 april. Det var kvar i Sverige kriget ut.
Lind, Rigmor, Lionel, Charente och Gudvang hade samlats nära Måseskär vid åttatiden och seglade sakta söderut. Då dök de svenska jagarna HMS Puke och HMS Psilander upp. Tillsammans med pansarskeppet HMS Manligheten och beväpnade svenska patrullfartyg uppmanades kvarstadsbåtarna påstridigt med signalflaggor, bland annat signalen LNL ("Styr till havs"),  varningsskott och prejande manövrering att lämna svenskt territorialvatten. 
Klockan 08:45 tog kaptenen på Lionel beslutet att återvända till Göteborg och de övriga, utom Charente, följde efter klockan 9.

#### Charente

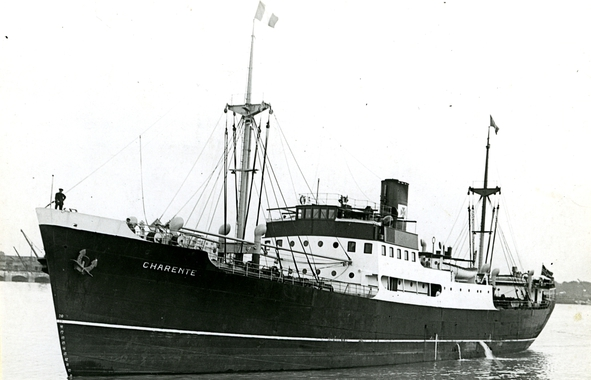
Charente som nybyggd år 1935.

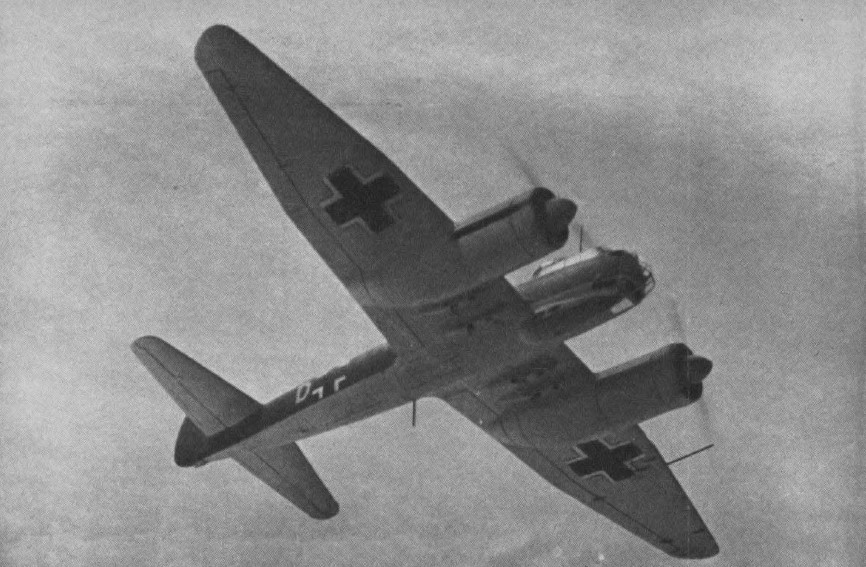
Det tyska bomb- och attackplanet Junkers Ju 88.

| ”                                 | När vi kommit ut från kusten ett stycke klarnade vädret och de svenska jagarna Puke och Psilander närmade sig och meddelade att nu fick vi bestämma oss; fortsätta ut till havs eller gå tillbaka. De svängde kanonerna mot oss och vi insåg att det var allvar. Jag stod uppe på kommandobryggan och såg hur en del av vårt manskap samlats på fördäck, knöt nävarna och ropade att vi vill inte tillbaka till jäntorna i Göteborg med svansen mellan benen. Skepparen bestämde sig för att gå ut trots att det var klart väder. Vi gick rätt västerut och kom ut i Nordsjön. | „ |
| – Bjørn Egge, matros på Charente. | |   |

Ångbåten på 1 300 brt satte alltså kurs västerut, men klockan 13:30 styrde två tyska trålare mot henne och hissade stoppsignal. Kaptenen låtsades inte förstå och fortsatte, men efter att trålarna skjutit varningsskott tvingades Charente att stanna. Besättningen beordrades i livbåtarna och kaptenen försökte utlösa sprängladdningar, utan att lyckas. När en tysk officer och några matroser tagit sig ombord och förklarade fartyget vara beslagtaget, så försökte kaptenen igen, och denna gång utlöstes sprängladdningarna. Besättningen plockades upp från livbåtarna och fördes till Fredrikshavn. Charentes ungefärliga position var 6–7 nm utanför Käringön. 58°05′N 11°05′Ö / 58.083°N 11.083°Ö

#### Lionel
Lastfartyget på 5 600 brt kunde, efter att ha blivit stoppat vid Böttö med varningsskott, därefter fortsätta till Göteborg. Lionel var tillbaka på morgonen den 2 april. Precis som Dicto blev det kvar i Sverige resten av kriget.
Då dimman kom tillbaka vid 10-tiden ändrade sig befälhavarna på Lind, Rigmor och Gudvang, och beslöt sig återigen för en utbrytning.

#### Storsten
Tankfartyget på 5 300 brt hade under flera timmar hållit en nordvästlig kurs då det vid 10-tiden blev beskjutet av två tyska eskortfartyg. En kraftig dimbank gjorde det möjligt att bli fri från förföljarna. Sydöst om Kristiansand vid 14-tiden dök ett tyskt Junkers Ju 88-bombplan upp och strax efteråt skakades förskeppet på Storsten av en explosion, troligen från en mina. Då förskeppet sjönk höjde sig akterskeppet med propeller och roder vilket gjorde fartyget manöverodugligt. Telegrafisten beordrades att sända SOS, men flygplanet gjorde en låg överflygning med en krok fäst i en lång lina. Trots beskjutning med Storstens Lewiskulspruta lyckades flygplanet att dra loss antennen med kroken, och ytterligare försök att reparera antennen hindrades på grund av beskjutning. Flygplanet fällde också två bomber, den ena cirka 20 meter från fartyget och den andra träffade däcket och rullade därefter ner i havet utan att explodera.

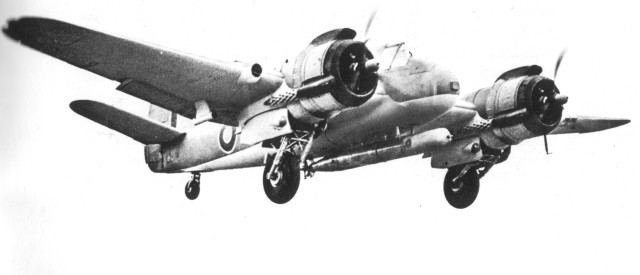
Engelska attackplanet Bristol Beaufighter, här torpedbeväpnat, strax efter start.

Under tiden hade en tysk beväpnad trålare dykt upp och började beskjuta Storsten. Besättningen övergav då fartyget i tre livbåtar varav en motorbåt, därefter aktiverades sprängladdningar ombord. Då livbåtarna sjösattes utom synhåll för trålaren kunde de snabbt försvinna i dimman. Engelska Beaufighter-attackplan siktade Storsten med kraftig slagsida och gjorde en låg överflygning förbi livbåtarna cirka 18:30 den 1 april. Livbåtarna höll först en västlig kurs, men då motorn stoppats och vädret försämrats började svårigheterna att ta sig fram västerut. Den 3 april delade man på gruppen och en livbåt övergavs. En av de övriga två båtarna fortsatte västerut, men då man hade norskt land i sikte ville gruppen i den andra båten ta sig iland så snart som möjligt. Man nådde land vid Rekefjorden i Sokndal på kvällen den 4 april, och ett antal blev snabbt infångade av tyskarna. Bara 6–8 personer i gruppen av de 32 som ursprungligen fanns i livbåten lyckades återigen ta sig till Sverige. Den livbåt som höll västlig kurs sågs av engelska spaningsplan den 4 april men försvann därefter. Fyra månader senare, den 3 augusti, hittades en livbåt nära Agger på danska västkusten med personliga tillhörigheter från andremaskinisten Erling Bakke, en av personerna som man visste fanns med i livbåten som höll västlig kurs. Däremot var livbåten inte från Storsten.

#### Gudvang
Ångbåten Gudvang på 1 500 brt hade efter att ha passerat ut på internationellt vatten hållit först nordlig, sedan rakt västlig kurs. Strax efter klockan 20 den 1 april närmade sig två stycken beväpnade tyska trålare som signalerade åt Gudvang att stanna samt sköt upp lysraketer då ordern inte omedelbart följdes. Fartyget stoppade maskin och besättningen gjorde sig redo att gå i livbåten som var på motsatta sidan från närmaste trålaren. Då följde 3–4 skott från trålaren som bland annat förstörde en livbåt ovanpå en av lastluckorna. I mörkret och kalabaliken lyckades man sjösätta två livbåtar och aktivera sprängladdningar för att sänka fartyget. Avsikten var därefter att ro till Norge, men trålaren hann snart ikapp och tvingade besättningen ombord. De kom fram till Fredrikshavn den 2 april.

#### B.P.Newton

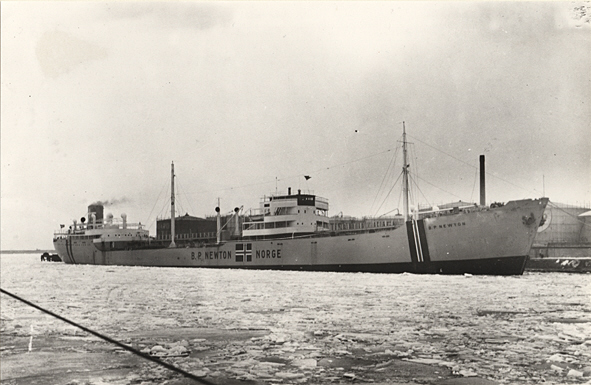
Nybyggda tankern B. P. Newton kom fram till Storbritannien lastad med 5 000 ton kullager och specialstål.

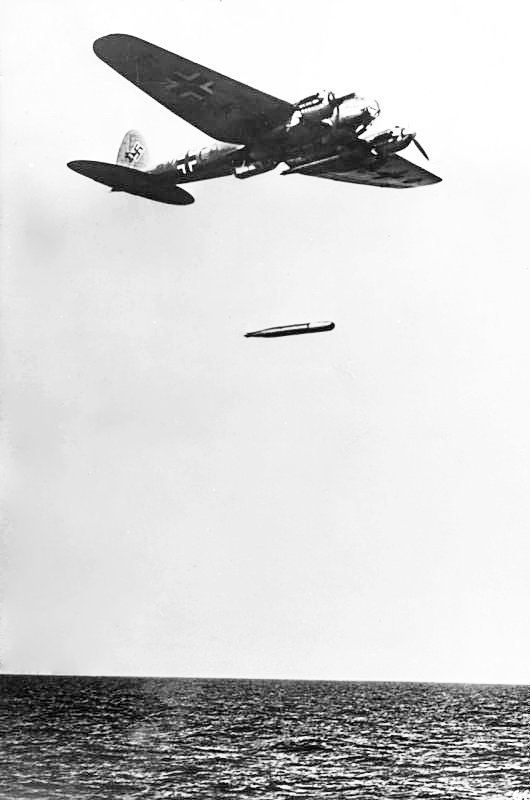
Torpedanfall med tyska Heinkel He 111.

Det på Kockums nybyggda tankfartyget på 10 300 brt gjorde sin jungfruresa, och mötte på sin resa västerut vid 13-tiden en tysk trålare som gav eld, men B. P. Newton lyckades med sin högre fart att komma undan. I höjd med Kristiansand kom två tyska trålare och under ca en halv timma besköts fartyget med 15–20 granater samt kulspruteeld utan att orsaka någon större skada. Vid attackerna sände fartyget SOS vilket uppfattades av kustradiostationer i Danmark, England och av Göteborg radio i Sverige. Den engelske och norske befälhavaren beslöt att stoppa maskin och spränga fartyget, men 2:e styrman Gunnar Album som hade vakten på bryggan beordrade i stället full fart fram, och man lyckades än en gång att segla ifrån förföljarna. Vid 16-tiden dök en Junkers Ju 88 upp och besköt fartyget. Då det hade utrustats med tre Lewiskulsprutor lyckades besättningen jaga bort det tyska planet. Ytterligare tre flygattacker genomfördes under eftermiddagen. Vid en av attackerna exploderade en bomb ca 30 meter från fartyget, som blev kraftigt omskakat och fick utföra mindre reparationer innan det kunde fortsätta. Ett av de tyska planen träffades av eldgivningen från Lewiskulsprutorna med kraftig rökutveckling som följd. Vid 16:30-tiden såg utkiken på fartyget Lind hur det tyska planet krängde till och exploderade i luften. Klockan 06:40 på morgonen den 2 april siktades de tre gamla engelska V- och W-klass jagarna HMS Wallace, HMS Valorous och HMS Vanity som hade sänts ut för att möta handelsfartygen. Med HMS Valorous som eskort genom minfälten, och en engelsk Beaufighter som skydd från luften anlände B. P. Newton till hamnen i Leith, vid Edinburgh följande dag.

#### Lind

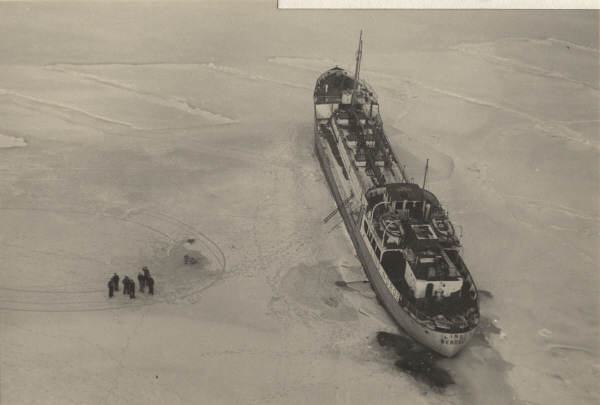
Tankfartyget Lind fotograferad av autogiropiloten Rolf von Bahr, som just lämnat förnödenheter till det infrusna fartyget under vintern 1939-1940.

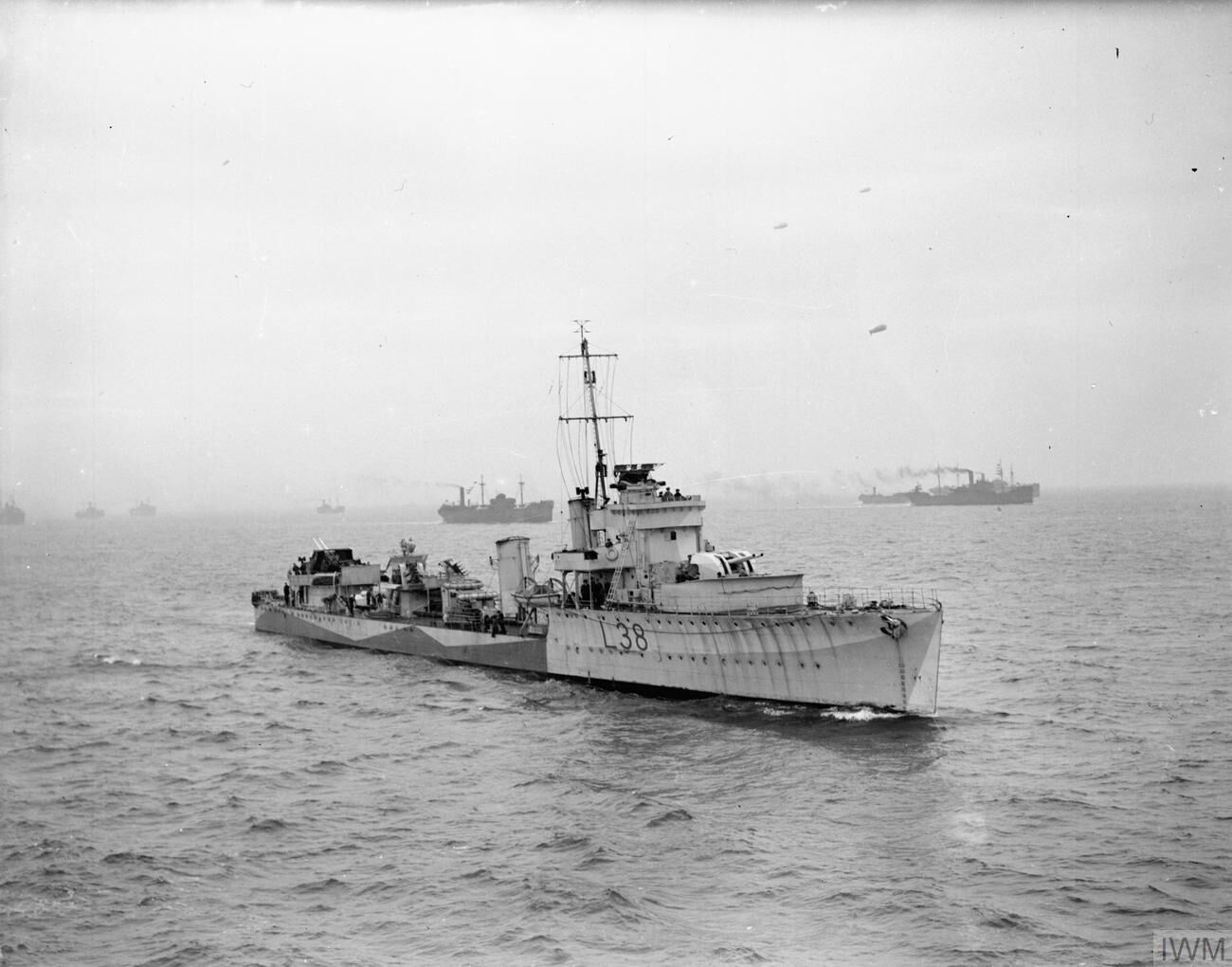
Engelska jagaren, en av de jagare som mötte kvarstadsbåtarna i Nordsjön.

Det lilla tankfartyget på 500 brt hade först satt en nordvästlig, och i höjd med Skagen en västlig kurs ut i Skagerrak. Hon hade lyckats undkomma tyska patrullbåtar genom att snabbt ändra kurs när någon upptäckts. Klockan två på natten den 2 april kom Lind fram till "position A" i Nordsjön, som var den första överenskomna positionen i befälhavarnas seglingsorder.
Cirka 11:30 upptäcktes fartyget av en tysk Heinkel He 111 beväpnad med torpeder.
| ”                                        | Den tyske piloten krängde sin maskin åt höger och vänster och tillbaka igen för att förvirra mannen vid rodret. Men kapten Trovik svarade med att sicksacka sig fram. Befälhavarens skicklighet och det lilla fartygets manövrerbarhet gjorde piloten påtagligt irriterad. | „ |
| – Ur boken Blockadbrytarna av R. Barker. | |   |

Då det tyska flygplanet försökt komma i läge för anfall samtidigt som Lind gjort undanmanövrer och försökt försvara sig med kulspruta i en halvtimma, dök ytterligare ett flygplan upp. Det var en engelsk Beaufighter som anföll det tyska bombplanet. Efter några minuter måste det engelska planet återvända för att inte få slut på bränsle. Det tyska planet gick då till förnyat anfall och släppte sina torpeder på ca 500 meters håll, men hade missbedömt Lind:s djupgående och torpederna passerade under kölen på fartyget. Under anfallen hade fartyget sänt SOS vilket uppfattats av en engelsk kustradiostation. På morgonen den 3 april hade Lind nått "Position N", som var den sista positionen i befälhavarnas seglingsorder, utan att se någon engelsk eskort. Vid 13-tiden siktades hon till slut av ett engelskt Lockheed Hudson-spaningsplan och därefter hade Lind kontinuerligt flygunderstöd. Närmare England tillkom under kvällen en jagare som eskorterade fartyget till hamnen i Methil strax norr om Edinburgh, dit man kom på kvällen den 4 april.

#### Rigmor
Tankfartyget på 6 300 brt hade fortsatt med västlig kurs tills det cirka klockan 18 den 1 april anfölls av ett tyskt bombplan som släppte brandbomber och besköt fartyget med kulspruta. En bomb träffade och slet bort en lastlucka samt skadade däcket och en tank, som turligt användes för barlastvatten. Bombplanet cirklade runt tills det blev kväll samtidigt som besättningen försökte hålla det på avstånd med sin kulspruta. Klockan 08:45 den 2 april siktades två engelska Blenheim-plan där ett stannade över fartyget medan det andra larmade jagarna HMS Faulknor, Eskimo, Escapade, Wallace och Vanity som var på väg mot handelsfartygen för att ge understöd. Klockan 11:30 sågs ett tyskt spaningsplan i närheten av Rigmor och det jagades bort av det engelska planet. Strax efter 12 var det engelska planet tvunget att återvända och cirka klockan 12:30 dök ett tyskt bombplan upp och anföll, men bomberna missade målet. De engelska jagarna var nu ca 50 nm från Rigmor som sände SOS men med felaktig position. Ytterligare två tyska bombplan hade hittat fartyget och anföll med bomber och kulsprutor. En bomb träffade styrbordssidan, och en annan exploderade nära aktern vilket knäckte propelleraxeln. De tre bombplanen fortsatte att anfalla med kulsprutor, bland annat träffades bryggan och radiohytten. Klockan 13:15 sändes ett nytt SOS, denna gång med korrekt position och jagarna ökade farten för att hinna fram. Då fartyget hade fått slagsida, var manöverodugligt och kulsprutan hade slutat att fungera så beordrades besättningen i livbåtarna. Kort efteråt dök två tyska sjöflygplan upp och anföll med torpeder. En torped träffade midskepps, men fartyget sjönk fortfarande inte. Nu hade jagarna hunnit fram och besättningen på Rigmor plockades upp av HMS Eskimo. Ett sista försök att bogsera fartyget misslyckades på grund av sjögången och de anfallande tyska planen. Klockan 17 sänktes Rigmor genom granatbeskjutning från HMS Faulknor med position 57°30′N 02°24′Ö / 57.500°N 2.400°Ö Därefter seglade jagarstyrkan västerut och var framme i engelsk hamn klockan 10 den 4 april.
Trots att en stor del av det totala tonnaget gått förlorat i Operation Performance, var fortfarande en stor del av lasten kvar i Sverige då den fanns på de återvändande lastfartygen Dicto och Lionel. Av de 471 besättningsmedlemmarna på de tio fartygen blev 236 tillfångatagna, och 19 dödades under utbrytningsförsöket. 44 av de tillfångatagna dog senare i tysk fångenskap, bland annat genom avrättning, i koncentrationslägren Sonnenburg, Sachsenhausen och Bergen-Belsen.

### Tabell över fartygen i Operation Performance
Nedanstående tabell ger några av de viktigare uppgifterna på fartygen som deltog i Operation Performance, det mesta av informationen är från webbsajten warsailors.com men även andra källor har använts.
| Skeppets namn och rederi                                          | Typ        | Byggd                                      | Status             | Datum        | Volym i brt | Hastighet i knop | Personer ombord | Övrigt                                                |
| ----------------------------------------------------------------- | ---------- | ------------------------------------------ | ------------------ | ------------ | ----------- | ---------------- | --------------- | ----------------------------------------------------- |
| M/T B.P. Newton Tschudi & Eitzen, Oslo                            | Tankfartyg | Malmö, 1940                                | Torpederad         | 8 juli 1943  | 10 324      | 14               | 71              | Kom fram till Storbritannien                          |
| M/T Buccaneer A. O. Andersen Shipping Co. A/S, Oslo               | Tankfartyg | Rotterdam Nederländerna, 1927              | Sänkt              | 1 april 1942 | 6 222       | 12               | 46              | Sjönk i position: 58°05′N 11°05′Ö / 58.083°N 11.083°Ö |
| S/S Charente Fearnley & Eger, Oslo                                | Styckegods | Porsgrunn Norge, 1935                      | Sänkt              | 1 april 1942 | 1 282       | 11               | 31              | Sjönk i position: 58°05′N 11°05′Ö / 58.083°N 11.083°Ö |
| M/S Dicto E. B. Aaby, Oslo                                        | Styckegods | Göteborg, 1939                             | Skrotad i Shanghai | 1970         | 5 263       | 14               | 43              | Flaggskepp under operationen, återvände till Göteborg |
| S/S Gudvang H. Gjerpen, Oslo                                      | Styckegods | Fredrikstad Norge, 1912                    | Sänkt              | 1 april 1942 | 1 470       | 10               | 25              | Vrakets position okänt                                |
| M/T Lind A/S Rederiet Odfjell, Bergen                             | Tankfartyg | Slikkerveer, Nederländerna, 1938           | Okänt              | Okänt        | 461         | 8-9              | 13              | Kom fram till Storbritannien                          |
| M/S Lionel Alf Mohn, Oslo                                         | Styckegods | Odense, Danmark, 1926                      | Okänt              | Okänt        | 5 653       | 10               | 42              | Återvände till Göteborg                               |
| M/T Rigmor Waages Tankrederi A/S, drivet av Johan Stenersen, Oslo | Tankfartyg | Göteborg, 1931                             | Sänkt              | 2 april 1942 | 6 305       | 11               | 40              | Sjönk i position: 57°30′N 02°24′Ö / 57.500°N 2.400°Ö  |
| S/S Skytteren Yngvar Hvistendahl, Tønsberg                        | Valkokeri  | Harland and Wolff Belfast Nordirland, 1901 | Sänkt              | 1 april 1942 | 12 531      | 12               | 111             | Sjönk i position: 58°09′N 11°04′Ö / 58.150°N 11.067°Ö |
| M/T Storsten Rafen & Loennechen, Tønsberg                         | Tankfartyg | Glasgow Skottland, 1926                    | Sänkt              | 1 april 1942 | 5 343       | 10,5             | 49              | Vrakets position okänt                                |

### Tabell över personer i Operation Performance
Tabellen nedan ger en översikt över de personer som deltog i Operation Performance. Eftersom antalet personer på fartygen avviker från varandra i olika källor, är uppgifterna ett försök till sammanställning enligt bästa möjliga dokumentation. Några källors avvikelser beror troligen på att de bara räknat norska medborgare, medan det även fanns britter, svenskar, en polack och en holländare med ombord på fartygen.
| Skeppets namn   | Totalt | Norrmän | Britter | Övriga | Ankom UK | Retur Sve | Tillfångatagna | Döda, havet | Döda i fångenskap | Flytt | Anmärkning     |
| --------------- | ------ | ------- | ------- | ------ | -------- | --------- | -------------- | ----------- | ----------------- | ----- | -------------- |
| M/T B.P. Newton | 71     | 66      | 5       | 0      | 71       | 0         | 0              | 0           | 0                 | 0     | Storbritannien |
| M/T Buccaneer   | 46     | 41      | 5       | 0      | 0        | 0         | 45             | 1           | 10                | 1     | Sänkt          |
| S/S Charente    | 31     | 5       | 23      | 3      | 0        | 0         | 31             | 0           | 2                 | 0     | Sänkt          |
| M/S Dicto       | 43     | 12      | 31      | 0      | 0        | 43        | 0              | 0           | 0                 | 0     | Göteborg       |
| S/S Gudvang     | 25     | 13      | 12      | 0      | 0        | 0         | 25             | 0           | 1                 | 0     | Sänkt          |
| M/T Lind        | 13     | 11      | 2       | 0      | 13       | 0         | 0              | 0           | 0                 | 0     | Storbritannien |
| M/S Lionel      | 42     | 41      | 1       | 0      | 0        | 42        | 0              | 0           | 0                 | 0     | Göteborg       |
| M/T Rigmor      | 40     | 35      | 4       | 1      | 40       | 0         | 0              | 0           | 0                 | 0     | Sänkt          |
| S/S Skytteren   | 111    | 96      | 15      | 0      | 0        | 0         | 111            | 1           | 26 - 21           | 1     | Sänkt          |
| M/T Storsten    | 49     | 48      | 1       | 0      | 8        | 0         | 24             | 17          | 5 - 21            | 0     | Sänkt          |
| Summa           | 471    | 368     | 99      | 4      | 132      | 85        | 236            | 19          | 44                | 2     |                |

### Reaktioner på Operation Performance

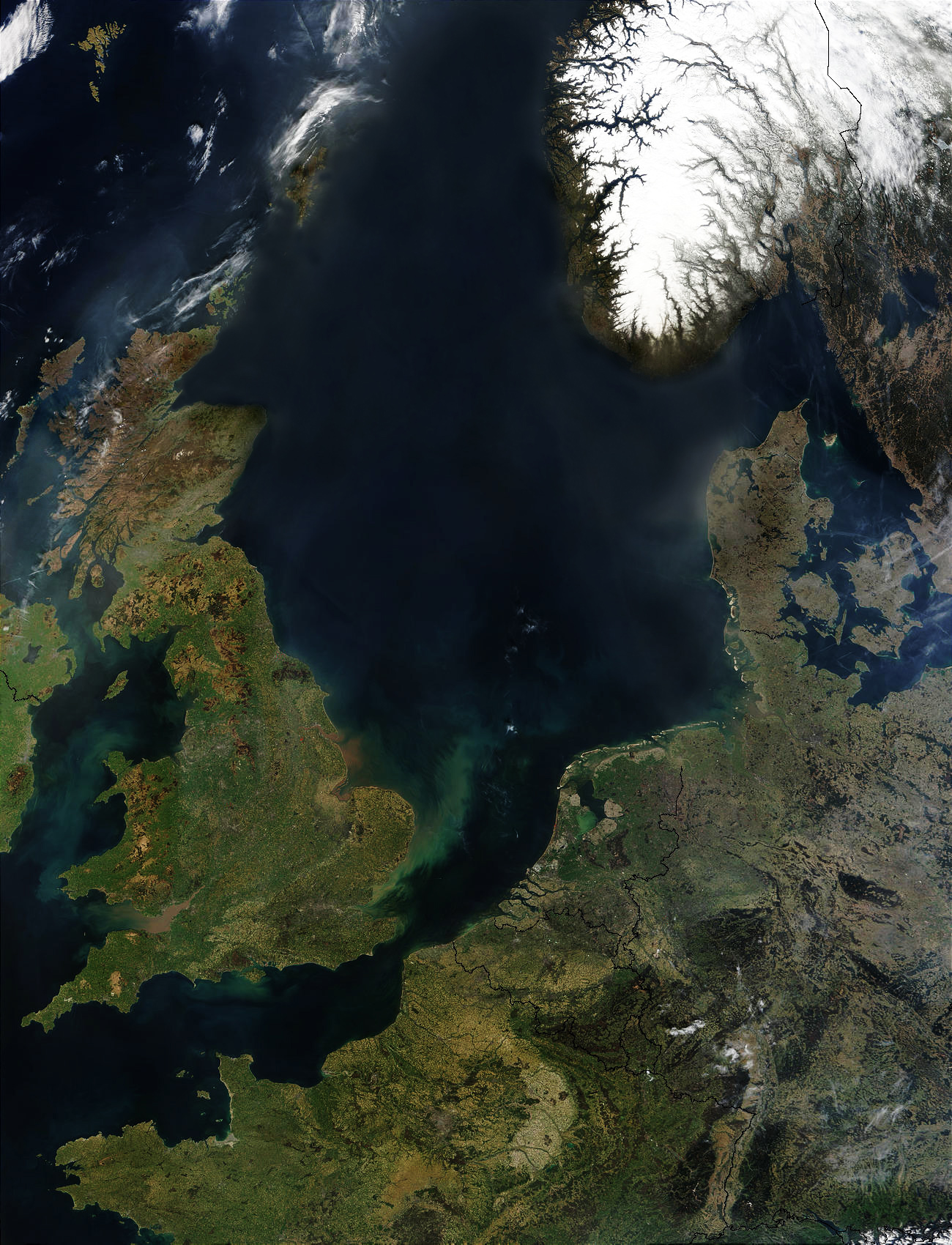
Nordsjön och Skagerrak från satellit.

I England gav man de svenska myndigheterna skulden för tragedin, med en lång lista av anklagelser. Dels hade fartygen bara fått segla ut från Göteborg, som var bevakat av spioner. Dessutom hade svenska eskorten haft tända lanternor. Man hade heller inte fått ankra på svenskt vatten, utan jagats ut. Samtidigt som svenska myndigheter tillät tyska trupper att åka på svenska järnvägar, så förbjöd man allierade handelsfartyg att beväpna sig med kulsprutor. Den norska exilregeringen menade att britterna hade litat för mycket på improvisation och tur efter den lyckade Operation Rubble. De citerade också det tyska uttrycket "Zweimal ist nicht einmal nochmal", två gånger är inte en gång, en gång till. Den tyska reaktionen mot Sverige blev också häftig, då fartygen i smyg hade beväpnats med kulsprutor i Göteborgs hamn. Något som bara kunnat ske med svenska myndigheters godkännande menade tyskarna. De krävde att de skyldiga till brottet mot neutraliteten skulle straffas, och hotade återigen att bryta lejdtrafiken. Den svenske utrikesministern Christian Günther bekräftade den 14 april till den tyske ministern zu Wied ett löfte om att de norska fartygen inte skulle tillåtas avgå från Göteborg. Enligt order till Västkustens marindistrikt skulle vedettbåtar skjuta sönder rodren om Dicto och Lionel ändå försökte lämna hamnen. Som en sista utväg skulle kustartilleriet skjuta direkt mot fartygen.

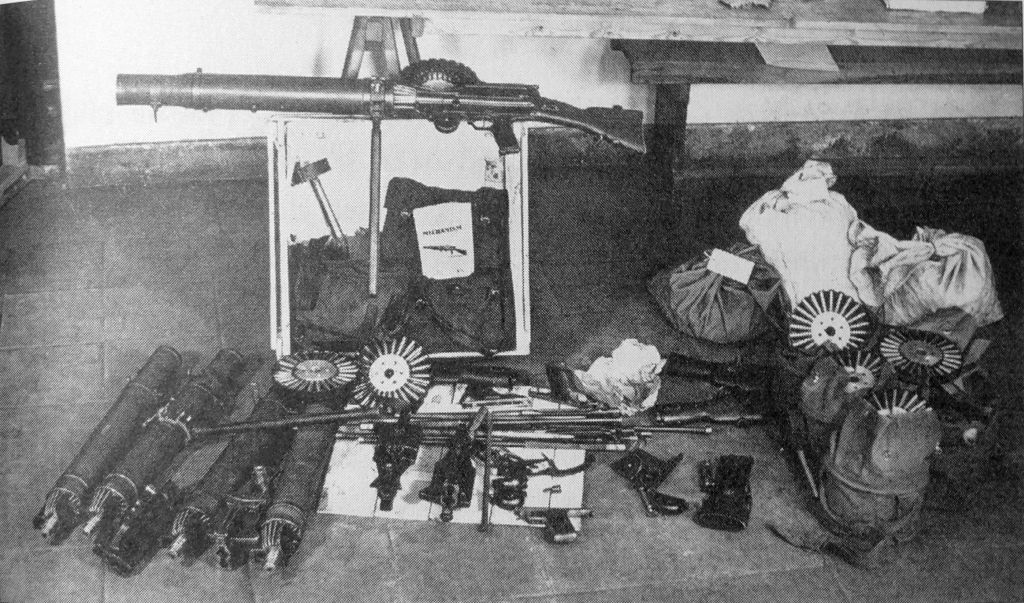
Beslag av svenska tullen på de norska kvarstadsbåtarna Dicto och Lionel i Göteborgs hamn 1942, omfattande 5 stycken demonterade kulsputegevär typ Lewis 1914, 5 stycken repväskor, diverse reservdelar, 25 magasin och 5 016 patroner med 7,8 mm kuldiameter.

Statsråden i svenska regeringen reagerade på den uppenbara vapensmugglingen, och gav justitiekansler Olof Alsén i uppdrag att snabbutreda varför tullpersonalen i den avspärrade frihamnen inte hade märkt något. Huvudanledningen till att smugglingen kunde genomföras, ansågs enligt JK vara tullens slappa bevakning. Enligt i hamnen arbetande personer såg smugglarna ut som "vandrande spärrballonger", och varför tullens smugglingsvana personal inte hade upptäckt dem förblev ouppklarat. En lista över vilka tulltjänstemän som tjänstgjorde vid utvisitationen den 25 och 30 mars togs fram av tullbevakningsinspektionen i Göteborg, som bilaga till JK:s utredning.
Den brittiske ministern i Stockholm, Victor Mallet, hade upprepade gånger försäkrat svenska myndigheter att beväpning av handelsfartygen inte skulle ske. Han och George Binney kallades därför till UD för att förklara hur detta hade gått till. Binney utvisades efter förhöret hos UD, och lämnade Sverige den 18 april, Kaptenerna Nicholas på Dicto och Kershaw på Lionel åtalades för vapensmuggling, och dömdes att betala 140 dagsböter om 10 kronor, respektive 130 dagsböter om 10 kronor i böter, medan Brian Reynolds ansågs ha lämnat landet.
Den norska regeringen i London hedrade deltagare i Operation Performance, genom att i april 1942 tilldela norska orden Krigskorset till befälhavaren Elias R. Blindheim, maskinchef Lorentz Lund och maskinist John Magnus Haaland på B.P. Newton, befälhavare Paul K. Monsen på Rigmor, samt befälhavare Hans Anton Trovik och maskinchef Ole Haakon Bentsen på Lind.
Spionligan med Eichborn, Ewertz och Svanberg häktades sommaren 1942 och dömdes senare till ett år och sex månaders fängelse vardera. I artiklar i pressen redogjordes för att tulltjänsteman Svanberg hade uppträtt mycket provocerande både i och utanför tjänsten, och hade ibland burit naziuniform med hakkorsarmbindel under tulluniformen.
Trots att norska legationen i Stockholm redan hösten 1941 misstänkte att Otto Robsahm var tysk agent, kunde han fortsätta sitt spioneri mot England kriget ut, eftersom vicekonsul Somerville i Göteborg gick i god för honom, och förklarade att Robsahm var en pålitlig agent som arbetade för den engelska underrättelsetjänsten.

## Kvarstadsbåtarna och lejdtrafiken

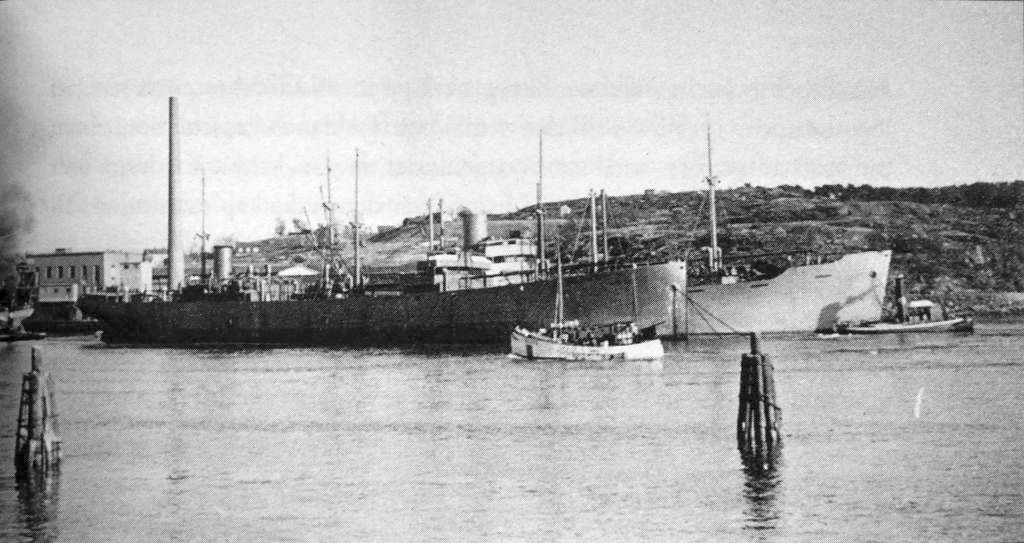
De norska fartygen Dicto och Lionel förtöjda vid Röda Sten i Göteborgs hamn under andra världskriget.

Under hösten 1942 reste Boheman över till London och Washington för förhandlingar om ökad svensk oljeimport. De brittiska förhandlarna från Ministry of Economic Warfare (MEW) och SOE, Charles Hambro och Henry Sporborg, tog då upp frågan om ett frisläppande av Dicto och Lionel. Senare föreslog Churchill till president Franklin D Roosevelt, att USA vid förhandlingarna i Washington skulle göra framtida oljeleveranser till Sverige beroende av att de båda fartygen frisläpptes. Vid förhandlingar i Stockholm den 15 december gjorde den brittiska delegationen klart att man hade stora behov av de norska fartygens laster och inte kommit för "nice discussions on the matter but simply to get them out". Man framhöll också det allvarliga i att Sverige vägrade att utklarera två fartyg till Storbritannien, medan man tillät hundratals att segla till Tyskland. Samtidigt ville man, enligt Boheman, från amerikansk sida pröva Sveriges hållning till de allierade och använde frisläppandet av Dicto och Lionel som ett "test case".

### Ultimatum
Den 21 december överlämnade Mallet en not till utrikesminister Günther, som sade att om svenska regeringen inte inom 14 dagar hade försäkrat att de två norska fartygen fick löpa ut, skulle alla licenser för transocean export till Sverige dras in. Den svenska regeringen hade i praktiken att välja på om lejdtrafiken skulle stoppas av de allierade, om kvarstadsbåtarna hölls kvar, eller av tyskarna om de tilläts löpa ut. 
Den 30 december informerades utrikesnämnden om läget och man var eniga om att inte falla undan för det brittiska kravet, samtidigt som den tidigare försäkran till tyskarna om att fartygen inte skulle få löpa ut, skulle ses som en upplysning och inte ett löfte. Dagarna efter nyår skedde en svängning av åsikterna hos flera regeringsmedlemmar, och Östen Undén begärde i ett brev till Günther ett nytt möte i utrikesnämnden. Den brittiska inställningen var att inga alternativa lösningar skulle hinnas med utan en tjänsteman meddelade "I am afraid this is the parting of our ways".  Den 8 januari meddelades från Buenos Aires att brittiska ambassaden där fått instruktioner från London att inte utfärda navicert för två avgångsfärdiga svenska fartyg, och i praktiken avbröts därmed lejdtrafiken.  Västmakternas, regeringskollegernas, Undéns och Bohemans samlade påtryckningar tvingade till slut även Günther att ändra åsikt, och förhandlingar påbörjades i Berlin med utgångspunkt om att de norska fartygen skulle tillåtas avgå.

### Operation Cabaret
Den svenska regeringen gav den 11 januari 1943 tillstånd för Dicto och Lionel att löpa ut från och med den 15 januari.  Detta var en viktig säkerhetspolitisk signal till de krigförande, då det var första gången sedan 1940 som Sverige rev upp en eftergift gentemot Tyskland, och gjorde det med hänvisning till de allierades diplomatiska tryck. Den tyska reaktionen blev skarp då dess ambassad i Stockholm den 14 januari meddelade att "detta betyder den allvarligaste krisen mellan Sverige och Tyskland hittills" och att saken skulle tas upp till behandling direkt i Hitlers högkvarter. På kvällen den 15 januari underrättade OKM i Berlin, den svenske marinattachén Östberg om att den tyska sjökrigsledningen inte kunde ge tillstånd till att flera svenska fartyg i lejdtrafik löpte ut från Göteborg på grund av Dictos och Lionels väntade utbrytning.  De båda kvarstadsbåtarna ankrade i Hakefjord i Göteborgs hamninlopp den 18 januari som en del i Operation Cabaret, organiserad av George Binney, där tre engelska kanonbåtar var tänkta att möta upp ute i Skagerrak. Tyskarna vidtog snabba motåtgärder, och bland annat ombaserades tre jagare till Kristiansand. Svenska myndigheter meddelade att de norska fartygen inte fick ligga kvar i Hakefjord efter gryningen den 19 januari, utan måste därefter återvända till Göteborg. Detta motiverades med de omfattande sjömilitära arrangemangen från svensk sida som inte kunde ske under längre tid. Då genombrottsförsöket därigenom måste avbrytas underrättade britterna kabinettssekreterare Boheman om att man lade hela skulden på svenskarna, som dels underrättat tyskarna, och dels infört förbudet mot att vänta utanför hamnen. Brittiska Amiralitetet beräknade att 24 tyska örlogsfartyg, jagare ubåtar och armerade trålare, hölls borta från sina normala uppgifter för att förhindra de båda norska fartygens utbrytning. Den 4 februari kom en rapport om att de tyska jagarna hade lämnat Kristiansand, och Operation Cabaret sattes igång. Tre motorkanonbåtar löpte ut från Aberdeen, men då flottiljen närmade sig Skagerrak fick underrättelsetjänsten hos Admiralty besked om att en tysk sjöstyrka var på väg från Nordnorge mot Östersjön. Denna bestod av tunga kryssaren Admiral Hipper, lätta kryssaren Köln samt flera jagare och eget spaningsflyg. Samtidigt hamnade kanonbåtarna i dåligt väder, med vindstyrkor på 17-20 meter per sekund, och återkallades. I slutet av februari avblåste engelsmännen Operation Cabaret.
Den tydliga svenska omsvängningen, bland annat i samband med frisläppandet av kvarstadsbåtarna, gjorde att Hitler i februari 1943 gav order till stabschefen vid Armeeoberkommando (AOK) Norwegen, generallöjtnant Rudolf Bamler, att bygga upp en styrka med två pansar- och fyra infanteridivisioner som skulle kunna hålla Sverige i schack eller kunna sättas in i ett blixtanfall mot Sverige. Denna planerade militärstyrka kunde bara delvis byggas upp, och fick snart andra uppgifter i det för Tyskland ansträngda krigsläget.

### Osäkerhet
Eftersom Dicto och Lionel inte seglade iväg, fortsatte också den tyska blockaden av den svenska lejdtrafiken. Otåligheten ökade från svensk sida och det svenska sändebudet i Berlin, Arvid Richert, sammanfattade läget: "Om nu de fördömda båtarna snart kunde ge sig iväg! Så länge de är kvar kommer man ju ingen vart." Man krävde britterna på besked, samtidigt som man inte förstod anledningen till det tidigare ultimatumet. Från brittisk sida anklagade man Sverige för att genom information till Tyskland ha orsakat en ökad bevakning som omöjliggjorde genombrytning. Dessutom innebar den omfattande tyska bevakningen av Skagerrak fördelen att hoten mot allierade konvojer till Murmansk minskade. Taktiken "Keep the Germans guessing" tänkte man därför fortsätta med så länge som möjligt. Från tysk sida var militären irriterad över det utdragna bevakningsbehovet, och vid ett tillfälle hade ett tyskt bevakningsfartyg av misstag blivit bombat av eget flyg. Den 27 mars meddelade britterna att man beslutat lägga upp Dicto och Lionel fram till kommande höst. Ändå dröjde klartecknet från tysk sida för förnyad lejdtrafik till 6 maj, troligen på grund av att utrikesminister Ribbentrop först måste få klartecken från Hitler i det prestigefyllda ärendet.
Under våren hade man från brittisk sida konstaterat att det skulle bli brist på vissa specialkullager som man bara kunde få från Sverige. Dessutom kunde relativt små leveranser, cirka 100 ton, göra stor skillnad. George Binney började därför planera att ta hem lasten från Dicto och Lionel med små snabbgående dieseldrivna fartyg.

## Fångar i natt och dimma
Besättningsmedlemmarna från de fyra fartyg som blev stoppade av tyska beväpnade trålare, M/T Buccaneer, S/S Charente, S/S Gudvang och S/S Skytteren, fördes först in till Fredrikshavn i Danmark, och därefter blev de transporterade till Tyskland och fånglägren Marlag und Milag Nord nära Bremen dit de kom 6 april 1942. De överlevande från M/T Storsten, som sjönk vid Kristiansand, blev först inspärrade på Akershus fästning, och därefter överförda till Tyskland och Marlag und Milag Nord i juni 1942. Lägren hade då totalt 382 besättningsmedlemmar från kvarstadsbåtarna.
I fånglägren blev besättningsmedlemmarna först isolerade i en egen barack, matransonerna var knappa, och de sanitära förhållandena under all kritik. Besättningsmedlemmarna blev därefter fraktade i omgångar till den tyska marinens huvudkvarter i Wilhelmshaven för att förhöras av marinens underrättelsetjänst. Frågorna gällde fartygens last, beväpning och hur kulsprutor och sprängladdningar hade tagits ombord. 
Från den 10 juli började den bästa tiden för gruppen. De fick då röra sig fritt innanför Marlag und Milag Nord, och de blev behandlade på samma sätt som de andra krigsfångarna.
Den 3 februari 1943 blev besättningsmedlemmarna från kvarstadsbåtarna, minus två sjuka och de sex kvinnorna, fraktade till ett fängelse i staden Rendsburg, en liten stad på nordsidan av Kielkanalen. Fångarna blev förhörda fram till i början av april. Denna gång var det Gestapo som var ansvariga och frågorna kretsade runt fångarnas inställning till Tyskland och det som tyskarna ansåg vara deras lojalitetsplikt emot Vidkun Quisling. Fångarna svarade ärligt och öppenhjärtigt, då de ansåg att de hade allt att vinna, och inget att förlora på att inte dölja sin patriotiska hållning. I efterhand visade det sig att de öppenhjärtiga svaren under förhören, som i första omgången bidrog till skärpta straff, samtidigt bidrog till att rädda livet på många av fångarna, då de blev placerade i tukthus i stället för rena koncentrationsläger.
I slutet av april började rättegångarna, där de tyska myndigheterna hävdade att besättningsmedlemmarna skulle anses vara tyska medborgare och anklagade dem för att vara landsförrädare, en anklagelse som enligt tysk lag kunde medföra dödsstraff. Domarna löd på 4 och 9 års tukthus, av de 161 män som blev dömda var det bara 11 som av olika personliga orsaker fick kortare straff, i de fallen 1 års fängelse. Dessa 11 personer blev behandlade som fängelsefångar i ett år, därefter blev de placerade som "Nacht und Nebel"-fångar i olika koncentrationsläger.

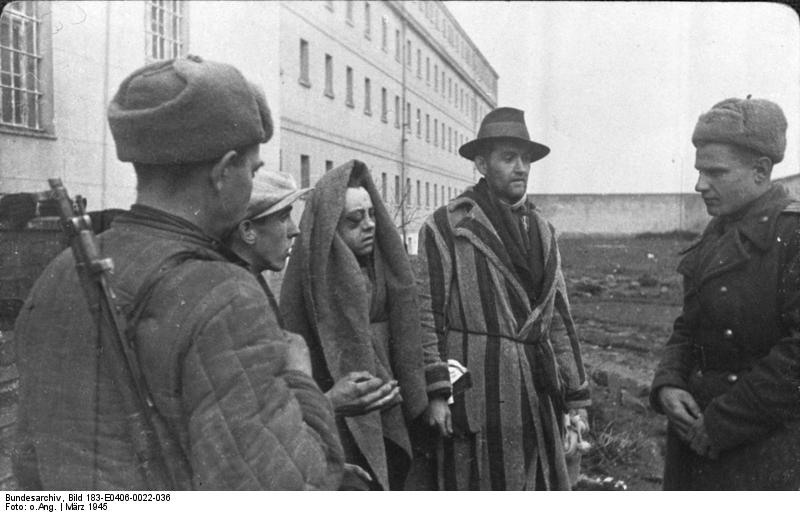
Överlevande fångar från koncentrationslägret Sonnenburg tillsammans med sovjetiska soldater i mars 1945. Bara en handfull av fångarna var så friska som på bilden.

Sedan besättningsmedlemmarna på kvarstadsbåtarna lämnat Rendsburg, och fram till frigörelsen i maj 1945 blev de behandlade som "Nacht und Nebel"-fångar, vilket i praktiken betydde att de var levande begravda, skulle arbeta och svältas ihjäl och inget livstecken från dem fick komma ut till omvärlden. Nästan alla blev överförda till koncentrationslägret Sonnenburg, de första kom dit den 11 juni 1943 och i juli följde de övriga efter.
Förhållandena i koncentrationslägret Sonnenburg var mycket hårda. Arbetet varade från 06.30 till 18.30 och matransonerna var minimala, cirka 700-800 kalorier per man och dag, när man normalt behöver 2-3 gånger så mycket. Det hårda arbetet och knappa matransonerna gjorde fångarna mottagliga för olika sjukdomar, och speciellt tuberkulos krävde många liv. Koncentrationslägret Sonnenburg hade en egen sjukstuga, men fångarna fruktade den eftersom chanserna att överleva en vistelse där var små.
| ”                                             | Men kanske var det Erlings recept som var det enklaste och det som ingen kunde ta miste på. Ett kilo Kong Haakon konfekt läggs i en rymlig skål, häll över en liter vispgrädde. Rör om kraftigt med en bra slev, och fånga upp en full slev med en snabb motrörelse. Passande portion till en person, kan utökas till två personer om de äter lite. Erling fick aldrig testa sitt recept, ett recept som han aldrig avvek ifrån och som han viskade fram ända tills han en dag tassade stilla ut genom dörren i vaktmästarens kölvatten. Tassade ut för alltid. | „ |
| – Fantasier om mat från NN-fångarna i lägren. | |   |

I november 1944 då sovjetiska styrkor började att närma sig Sonnenburg blev NN-fångarna evakuerade, bland annat besättningsmedlemmarna från kvarstadsbåtarna, vilket innebar att ett och ett halvt år av lidande och svält var över. Av de totalt 43 personer från kvarstadsbåtarna som dog i tysk fångenskap, så dog 22 i koncentrationslägret Sonnenburg.
Nästa uppehållsort för männen från kvarstadsbåtarna var koncentrationslägret Sachsenhausen, jämfört med Sonnenburg innebar det en stor förbättring både med hänsyn till mat och läkartillsyn. De tyska myndigheterna hade egentligen tänkt sända fångarna från kvarstadsbåtarna vidare till koncentrationslägret Mauthausen, men på grund av den svensk-danska aktionen med de vita bussarna blev planen förhindrad och de flesta fångarna transporterades till Sverige i mars 1945.
En mindre grupp på 9 sjuka fångar från kvarstadsbåtarna blev i februari 1945 överförda från Sachsenhausen till ett så kallat hälsoläger, Bergen-Belsen, i närheten av Hannover. Förhållandena där var förfärliga, men lyckligtvis blev uppehållstiden kort och den 8 april 1945 blev de överlevande hämtade av de vita bussarna och förda till Sverige. Av de kvarstadsbåt-fångar som kom till Sonnenburg blev 13 överförda, efter ett år, till fängelset i Wolfenbüttel vid Braunschweig. När de allierade närmade sig 1945 blev de evakuerade därifrån, för att till sist bli befriade av ryssarna då de kom till Brandenburg.

### Eftersökning och hjälp till fångarna
Bland de organisationer och enskilda personer som försökte att hjälpa fångarna från kvarstadsbåtarna, fanns först och främst den norska sjömanskyrkan i Hamburg, med prästerna Arne Berge och Conrad Vogt-Svendsen. Norges Røde Kors och den Internationella Rödakorskommittén (ICRC) i Genève var också aktiva. Under tiden som fångarna var i Marlag und Milag Nord kunde hjälporganisationerna besöka lägren och överlämna böcker, matpaket och förmedla information, både till fångarna och till anhöriga i Norge. I samband med fångarnas överföring till Rendsburg blev kontakten mellan fångarna och sjömansprästerna stoppad av de tyska myndigheterna, och fångarnas anhöriga och de norska prästerna fick ingen information från myndigheterna vart de hade förts.
Från Norges Røde Kors fick sjömansprästerna efterhand information om att fångarna kunde vara i Rendsburg, och fängelset blev besökt upprepade gånger. Fängelseledningen nekade till att det fanns norrmän där, men prästerna anade att det var desinformation och de fick efterhand kontakter som kunde ge information om vad som skedde med fångarna. Sjömansprästerna försökte på olika sätt att få besättningarna på kvarstadsbåtarna tillbakaförda som vanliga krigsfångar, utan att lyckas.
Sedan domarna hade avkunnats försvann fångarna från Rendsburg och sjömansprästerna måste återigen göra diskreta efterforskningar om vart männen från kvarstadsbåtarna hade förts. Efter en tid var det den tyske prästen vid Sonnenburg som tog kontakt och upplyste om att det fanns norska fångar där, information som han direkt efteråt försökte att dra tillbaka. De norska sjömansprästerna försökte först att få hålla gudstjänst för "Eventuella norska fångar som kunde befinna sig på anstalten", men begäran blev obesvarad. Därefter började prästerna att sända paket till namngivna fångar. Några försvann, medan andra kom i retur. Ett av dem med ett brev från den rasande chefen för Sonnenburg, som för framtiden undanbad sig varje ytterligare begäran.
Internationella Rödakorskommittén (ICRC) med den norske representanten Peter Martin Anker arbetade också med fångarna, och vid ett möte i Berlin informerade ICRC tyskarna om att ifall besättningarna på kvarstadsbåtarna inte fick den behandling som krigsfångar hade rätt till, så skulle britterna inte längre behandla sjöfolk från tyska fartyg som krigsfångar. Detta hot hjälpte och fångarna blev överförda till Sachsenhausen, där förhållandena för norrmännen var goda. Om besättningsmedlemmarna från kvarstadsbåtarna inte hade blivit överförda från Sonnenburg, så är det troligt att de hade blivit mördade, så som de andra fångarna där blev alldeles innan de sovjetiska styrkorna intog området.

## Operation Bridford

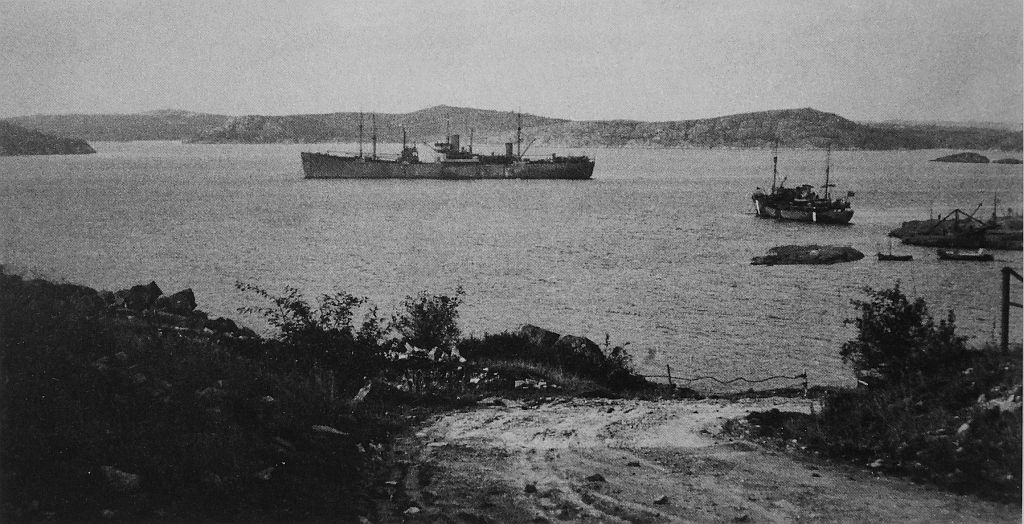
De norska fartygen Dicto och Lionel ankrade i Brofjorden hösten 1943. Till höger svenska marinens bevakningsfartyg Skagerack, och vid bryggan blockadbrytaren Gay Viking.

Från april 1943 planerade George Binney för Operation Bridford, som från början innebar att fem stycken ombyggda dieseldrivna kanonbåtar från engelska flottan förande "The Red Ensign", den engelska handelsflottans flagga, i omgångar skulle hämta lasten av kullager från Dicto och Lionel i "The ball bearing run". Den 2 respektive 4 september avgick Dicto och Lionel från Göteborg till Lahälla i Brofjorden nära Lysekil, för att användas som förråds och depåfartyg i den kommande operationen. Lastning och lossning av kanonbåtarna skulle ske på "Anderssons kaj" i Lysekils sydhamn 58°16′24″N 11°26′19″Ö / 58.27333°N 11.43861°Ö, där lastkran monterades.
I väntan på "bra" väder för överfarterna, i detta fallet blåsigt och dis eller dimma, förtöjde blockadbrytarna i närheten av Dicto och Lionel vid Lahälla. Här utfördes också mindre reparationer. Svenska myndigheter hade i början av 1944 fått underrättelser om att tyskarna förberedde sabotage mot Dicto och Lionel med magnetminor på deras ankarplatser. Vakthållningen med svenska soldater vid Brofjordens mynning utökades, och norrmän och engelsmän förbättrade vakthållningen på fartygen som också strålkastarbelystes nattetid.

## Kvarstadsbåtarna och Göteborgs hamnspärr
Dicto och Lionel kom en sista gång att vara föremål för svenska myndigheters intresse.
I april 1944 ansågs det finnas en hotbild mot Göteborgs hamn. Förutom den amerikanska irritationen över SKF:s stöd till tyska kullagerfabriker, fanns en osäkerhet om var den förestående allierade invasionen skulle äga rum. Vid ett anfall mot Skagerrakområdet skulle Göteborgs hamn ha en strategisk betydelse både för allierade och tyskar. Den 14 april påträffades på tyska järnvägsvagnar i Helsingborg, ett större parti detaljerade tyska militärkartor över svenska gränsområden. Den svenska regeringen beordrade som konsekvens att den tyska post- och kurirtrafiken genom Sverige skulle vara avvecklad senast den 29 april 1944.
På kvällen den 30 april tolkades förekomsten av tyska trupptransport- och örlogsfartyg som stävade norrut genom Öresund, som att ett anfall kunde vara nära förestående och en beredskapshöjning beordrades.
| ” | Stängning av Göteborgs hamn verkställes i den utsträckning som med hänsyn till sjötrafikens upprätthållande anses lämpligt. | „ |
| – Hemligt signalmeddelande från chefen för marinen till chefen för Västkustens marindistrikt klockan 21.17 den 30 april 1944. | |   |

Detta innebar att Göteborgs hamninlopp spärrades mellan Nya Varvet och Rya Nabbe genom att den 165 meter långa nybyggda tankern Buenos Aires, och den 140 meter långa kungsbackaregistrerade tankern Trykon, förankrades och vattenfylldes så att de stod lätt på botten. Kvar blev en öppning på cirka 60 meter mitt i Göta älv med stark ström som vid behov skulle tätas genom att bland annat spränga lastfartyget Rita i öppningen. Samtidigt förbereddes sprängning av Götaälvbron genom att paket med trotyl placerades ut på lämpliga ställen på bron.

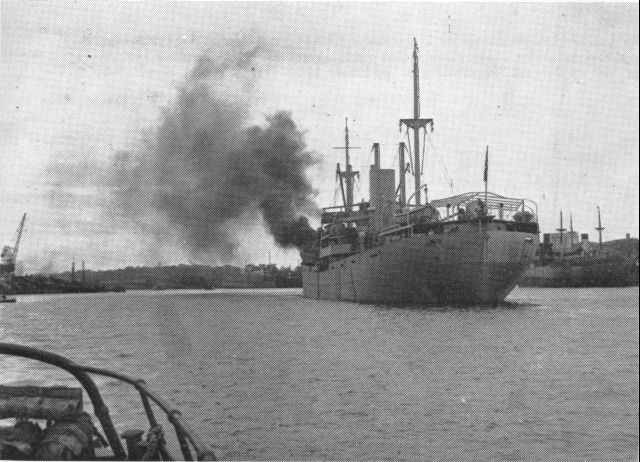
M/S Dicto får bogserhjälp ut från Göteborgs hamn i slutet av maj 1945. Destinationen är Hull i England - kriget är slut.

På morgonen den 1 maj var alla förberedelser klara men inget militärt anfall kom. Den 2 maj seglade Dicto tillbaka in till Göteborg från Brofjorden. Obekant med den nya situationen och den starka strömmen samt utan bogserbåtsassistans seglade fartyget först på Trykon och därefter Rita. I svallet efter Dicto rubbades också Buenos Aires ur sitt läge och fick stora skador på sina bottenplåtar. Den 4 maj kom Lionel samma väg med assistans av bogserbåt, och törnade emot aktern på Trykon vilket skadade tankerns panamaklys.
Vid efterföljande polisutredning och krigsrätt under sommaren 1944 krävde svenska staten ersättning för skadorna på spärrfartygen framförallt på grund av Dictos höga fart utan bogserbåtsassistans. Vittnesmål från befälhavare och lotsar på de norska fartygen visade på de stora svårigheter som fanns när spärren skulle passeras. Även chefen för Västkustens marindistrikt kommendör Elis Biörklund friades från anklagelser om brister vid anläggandet av spärren.
De tidigare trots allt lyckade kanonbåtsresorna medförde att man inte behövde göra ytterligare utbrytningsförsök med Dicto och Lionel. Fartygen lämnade därför inte Göteborgs hamn förrän efter krigsslutet.
I samband med krigsslutet den 8 maj 1945 försökte hundratals norrmän och danskar i Göteborg att storma det tyska konsulatet på Stampgatan 6, men blev bortmotade av polis. Samma kväll plomberades lokalerna av representanter för länsstyrelsen och polisen. En del av konsulatspersonalen greps på uppdrag av den amerikanska underrättelsetjänsten, och fördes till Torslanda flygplats för vidare transport med amerikanska plan över till England.
Den svenske kabinettssekreteraren Erik Boheman, som ofta var inblandad i en balansgång med frågor som rörde kvarstadsbåtarna, brukade säga till sin fru att om de någon gång skulle få tvillingpojkar skulle de döpas till Lionel och Dicto.

## Nutida miljökonsekvenser
Valkokeriet Skytteren, ursprungligen byggd som oceanångaren S/S Suevic för White Star Line, är med sina 172 meters längd och 19 meters bredd Sveriges största vrak. Skytteren som ligger på 71 meters djup hade läckt mindre mängder olja i cirka 10 år, när svenska myndigheter vintern 2005 uppmärksammades på att fartyget hade börjat läcka större mängder olja. Utredningar har startas för att ta reda på saneringsmetoder, och miljöhotsinventering. Intressenter är bland andra Sjöfartsverket, Länsstyrelsen i Västra Götaland, Kustbevakningen, Chalmers tekniska högskola samt företagen Stena Bulk och Preem. I EU-projektet "Forum Skagerrak II" mellan Sverige, Norge och Danmark har ett av delprojekten varit att identifiera de vrak i Skagerrak som skulle kunna utgöra framtida miljörisker. Under en vecka i oktober 2018 användes HMS Belos som plattform för att med dykare undersöka förutsättningarna för att sanera Skytteren.